# Autostrada A2 (Polen)
Die Autostrada A2 (polnisch für „Autobahn A2“), auch Autostrada Wolności (poln. für „Autobahn der Freiheit“) genannt, ist eine zum größten Teil fertiggestellte sowie geplante Autobahn in Polen. Die 620 km lange Strecke führt entlang der Landesstraße 2 von West nach Ost und stellt die wichtigste Ost-West-Achse des polnischen Straßenverkehrs dar. Sie beginnt im Westen an der deutschen Grenze bei Frankfurt (Oder) und führt über Posen und Łódź bis zum Autobahnknoten Łódź-Północ, wo sie die Autobahn A1 kreuzt. Im weiteren Verlauf führt die A2 zur polnischen Hauptstadt Warschau, bei der sie von der Schnellstraße S2 unterbrochen wird (eine Entlastung über die Autostrada A50 ist in Planung). Von Warschau wird sie über Mińsk Mazowiecki und Siedlce zur belarussischen Grenze führen, wo sie in die M1 übergehen wird.
Die A2 ist ein Teil des paneuropäischen Verkehrskorridors II und der Europastraße 30 auf der gesamten Strecke. Zusammen mit der Bundesautobahn 12 verbindet sie seit Juni 2012 die beiden Hauptstädte Berlin und Warschau und ist somit Teil einer wichtigen Straßenverbindung zwischen West- und Osteuropa.
Am 4. Juni 2014, dem 25. Jahrestag der Parlamentswahlen von 1989, erhielt die A2 den Beinamen „Autostrada Wolności“; am 9. Oktober 2014, dem 25. Jahrestag der Montagsdemonstrationen in Leipzig, bekam die deutsche A 12 die gleichbedeutende Bezeichnung „Autobahn der Freiheit“.

## Planungsgeschichte
1939 war bereits eine West-Ost-Verbindung durch Polen vorgesehen, sie wurde aber noch nicht über Łódź geführt. In ihrem westlichen Abschnitt bis an das Westufer der Warthe bei Posen wurde die Strecke 1939 begonnen und unter Einsatz großteils jüdischer Zwangsarbeiter, die in 30 Autobahnlagern interniert waren, im Erdbau teilweise fertiggestellt. Einzelne Brücken und Durchlässe wurden ebenfalls begonnen. 1942 wurden die Bauarbeiten kriegsbedingt eingestellt. In den Netzplänen von 1945 und 1946 war eine Strecke von der deutschen Grenze nach Warschau vorgesehen. Allerdings wurde die Strecke dann nach Nordosten über Białystok in Richtung Minsk geplant. Im Netzplan von 1963 war die Autobahn weiterhin vorgesehen, nur für die Strecke zwischen Posen und Łódź gab es mehrere Varianten. Im Netzplan von 1971 war die Strecke ebenfalls enthalten, zwischen Posen und Warschau war jedoch noch eine zusätzliche Verbindung vorgesehen. 1976 war im Netzplan eine Strecke von der deutschen Grenze über Posen und Łódź nach Warschau sowie eine Strecke von Warschau zur sowjetischen Grenze vorgesehen. Seit 1985 war die Strecke in der heutigen Form in allen Netzplänen enthalten, 1993 wurde die Strecke in den Plänen erstmals als A2 ausgewiesen. Der einzige Streitpunkt war die Südumfahrung Warschaus, die als Teil der Autobahn A2 geplant war. Nach mehreren Protesten der betroffenen Bevölkerung Warschaus und Ursynóws beschloss die Regierung im Jahr 2004, die Südumfahrung Warschaus von einer Autobahn zu einer Schnellstraße abzustufen. Im Gebiet um Warschau wird die A2 daher von der Schnellstraße S2 unterbrochen.

## Maut
Die Autobahn A2 ist als mautpflichtige Autobahn geplant.
| Abschnitt                                          | Länge    | Betreiber               |                      | Pkw-Maut        | Pkw-Maut                        | Pkw-Maut                     |               | Lkw-Maut | Lkw-Maut |
| Abschnitt                                          | Länge    | Betreiber               | Stand                | Einführung      | Betrag                          | Stand                        | Einführung    |          |          |
| -------------------------------------------------- | -------- | ----------------------- | -------------------- | --------------- | ------------------------------- | ---------------------------- | ------------- | -------- | -------- |
| Grenzübergang PL/DE – Świecko                      | 003,5 km | GDDKiA                  |                      | nicht angepasst | –                               | –                            |               | –        | –        |
| Świecko – Mautstelle Tarnawa                       | 019,2 km | Autostrada Wielkopolska | nicht angepasst      | –               | –                               | –                            | –             |          |          |
| Mautstelle Tarnawa – Knoten Nowy Tomyśl            | 085,0 km | Autostrada Wielkopolska | geschlossenes System | 20. Mai 2012    | 40,00 Złoty (≈0,29 Złoty/km)    | manuelle Mautabgabe          | 20. Mai 2012  |          |          |
| Knoten Nowy Tomyśl – Mautstelle Gołuski            | 044,2 km | Autostrada Wielkopolska | geschlossenes System | 23. Apr. 2012   | 40,00 Złoty (≈0,29 Złoty/km)    | manuelle Mautabgabe          | 23. Apr. 2012 |          |          |
| Mautstelle Gołuski – Mautstelle Nagradowice        | 029,4 km | Autostrada Wielkopolska | nicht angepasst      | –               | –                               | –                            | –             |          |          |
| Mautstelle Nagradowice – Mautstelle Lądek          | 056,7 km | Autostrada Wielkopolska | offenes System       | 1. Dez. 2003    | 2× 20,00 Złoty (≈0,70 Złoty/km) | manuelle Mautabgabe          | 1. Dez. 2003  |          |          |
| Mautstelle Lądek – Knoten Konin Zachód             | 018,3 km | Autostrada Wielkopolska |                      |                 |                                 |                              |               |          |          |
| Knoten Konin Zachód – Mautstelle Żdżary            | 005,4 km | GDDKiA                  |                      |                 |                                 | viaTOLL                      | 1. Jul. 2011  |          |          |
| Mautstelle Żdżary – Mautstelle Stryków             | 095,7 km | GDDKiA                  | geschlossenes System | 1. Juli 2011    | 9,90 Złoty (≈0,10 Złoty/km)     | viaTOLL                      | 1. Jul. 2011  |          |          |
| Mautstelle Stryków – Knoten Łódź Północ            | 005,4 km | GDDKiA                  |                      |                 |                                 | viaTOLL                      | 1. Jul. 2011  |          |          |
| Knoten Łódź Północ – Knoten Konotopa               | 091,0 km | GDDKiA                  | viaTOLL              | 31. Okt. 2013   |                                 |                              |               |          |          |
| Knoten Warszawa Lubelska – Knoten Mińsk Mazowiecki | 014,6 km | GDDKiA                  |                      |                 |                                 | viaTOLL                      | geplant       |          |          |
| Knoten Mińsk Mazowiecki – Knoten Kałuszyn          | 020,8 km | GDDKiA                  | viaTOLL              | 31. Okt. 2013   |                                 |                              |               |          |          |
| Knoten Kałuszyn – Knoten Siedlce Swoboda           | 037,5 km | GDDKiA                  | viaTOLL              | geplant         |                                 |                              |               |          |          |
| Knoten Siedlce Swoboda – Knoten Biała Podlaska     | 062,8 km | GDDKiA                  | viaTOLL              | geplant         |                                 |                              |               |          |          |
| Knoten Biała Podlaska – Kukuryki (PL/BY)           | 032,7 km | GDDKiA                  | viaTOLL              | geplant         |                                 |                              |               |          |          |
| Summe                                              | 622,2 km |                         |                      |                 |                                 | 89,90 Złoty (≈0,31 Złoty/km) |               |          |          |

### Personenkraftwagen
Das erste etwa einen Kilometer lange Teilstück vom Grenzübergang mit Deutschland bis zum ersten Autobahnknoten Świecko wird von der GDDKiA betrieben und ist gebührenfrei. Der nachfolgende 257 km lange Abschnitt von Świecko bis Konin wird als Öffentlich-Private Partnerschaft realisiert. Als privater Auftragnehmer wurde die Autobahnbetreibergesellschaft Autostrada Wielkopolska verpflichtet, die für die Finanzierung, Planung, den Bau und Betrieb dieses Teilstücks der Autobahn zuständig ist. Daher werden auf diesem Abschnitt Mautgebühren an den Mautstellen erhoben. Im Bereich von Posen stellt die Straße die Autobahnumfahrung der Stadt dar und ist aus diesem Grund gebührenfrei.
Für den nächsten Autobahnabschnitt von Konin über Stryków und den Knoten Łódź Północ bis Warschau ist die staatliche Behörde GDDKiA verantwortlich. Das Teilstück von Konin bis Stryków ist derzeit im geschlossenen System begrenzt durch zwei Mautstellen mautpflichtig. Das weitere Teilstück bis Warschau soll ebenso mautpflichtig sein. Damit der Bau einer weiteren Mautstelle östlich des Knotens Łódź Północ entfällt, soll die Mauteinführung erst nach der gesamten Fertigstellung des Abschnittes der Autobahn A1 zwischen den Knoten Toruń Południe und Tuszyn erfolgen. Der Abschnitt der A1 sowie der Abschnitt der A2 (Konin bis Warschau) sollen ein geschlossenes System bilden. Dieses soll im Westen von der Mautstelle Żdżary bei Konin, im Osten von der Mautstelle Pruszków bei Warschau, im Norden von der Mautstelle Nowa Wieś bei Toruń auf der A1 sowie im Süden von der Mautstelle Jeżów bei Piotrków Trybunalski auf der A1 begrenzt werden. Dazu soll die nicht mehr benötigte Mautstelle bei Stryków wieder zurückgebaut werden.
Östlich von Warschau hängt die Mauteinführung des kompletten Abschnittes bis zur belarussischen Grenze von der Entscheidung über das Realisierungsmodell des Abschnittes mit Ausnahme der Autobahnumfahrung von Mińsk Mazowiecki ab. Bis zur kompletten Fertigstellung soll die Autobahnumfahrung von Mińsk Mazowiecki, die als Investition der GDDKiA realisiert wurde, gebührenfrei bleiben. Erst nach der Fertigstellung der gesamten Strecke von Warschau bis zur Grenze mit Belarus wird die Autobahn mautpflichtig sein.

### Lastkraftwagen
Für Lastkraftwagen kommt derzeit auf den meisten von der GDDKiA betriebenen und fertiggestellten Autobahnabschnitten das viaTOLL-System zum Einsatz. Dagegen müssen die Lkw auf den von Autostrada Wielkopolska betriebenen Abschnitten manuell an den Mautstellen die Maut bezahlen. Da die Mautkosten auf den vom Konzessionär betriebenen Abschnitten im günstigsten Fall mit zusammen 121 Złoty sehr hoch sind, weichen viele Lastkraftwagen auf die parallele Landesstraße 92 aus. Um diesem Ausweichen entgegenzuwirken, wurden am 1. Juli 2011 auch auf den parallelen Abschnitten der Landesstraße von Nowy Tomyśl bis Konin Mautgebühren eingeführt. Dort kommt das viaTOLL-System zum Einsatz. Da der Abschnitt der Landesstraße zwischen der östlichsten Mautstelle bei Rzepin und Nowy Tomyśl weiterhin mautfrei ist, benutzen die Lkw bis Posen zum größten Teil die Landesstraße.

## Fertiggestellte Abschnitte
| Abschnitt                                        | Länge    | Bauzeit                              | Baukosten                                          | Verkehrsübergabe                                     | Anmerkungen                       |
| ------------------------------------------------ | -------- | ------------------------------------ | -------------------------------------------------- | ---------------------------------------------------- | --------------------------------- |
| Grenzübergang D/PL – Knoten Świecko              | 001,1 km | 1994–1997 2011 (Modernisierung)      | – 16,8 Mio. Złoty (3,7 Mio. Euro) (Modernisierung) | 1997 30. September 2011 (Modernisierung)             | als Landesstraße 2 ausgeschildert |
| Knoten Świecko – Knoten Nowy Tomyśl              | 107,2 km | 2009–2011                            | 5,51 Mrd. Złoty (1,3 Mrd. Euro)                    | 1. Dezember 2011                                     | mautpflichtig                     |
| Knoten Nowy Tomyśl – Knoten Poznań Komorniki     | 051,7 km | 2002–2004                            | 921 Mio. Złoty (216 Mio. Euro)                     | 27. Oktober 2004                                     | mautpflichtig                     |
| Knoten Poznań Komorniki – Knoten Poznań Krzesiny | 011,2 km | 1998–2003                            | 231 Mio. Złoty (57 Mio. Euro)                      | 13. September 2003                                   | mautfrei                          |
| Knoten Poznań-Krzesiny – Knoten Września         | 038,8 km | 2002–2003                            | 697 Mio. Złoty (160 Mio. Euro)                     | 27. November 2003                                    | teilweise mautpflichtig           |
| Knoten Września – Knoten Sługocin                | 034,4 km | 1977–1985 2001–2003 (Modernisierung) | – 576 Mio. Złoty (146 Mio. Euro) (Modernisierung)  | 9. Oktober 1985 20. Dezember 2002 (Modernisierung)   | teilweise mautpflichtig           |
| Knoten Sługocin – Knoten Konin Zachód/Modła      | 013,6 km | 1986–1989 2001–2003 (Modernisierung) | – 233 Mio. Złoty (59 Mio. Euro) (Modernisierung)   | 10. November 1988 20. Dezember 2002 (Modernisierung) | mautfrei                          |
| Knoten Konin Zachód/Modła – Knoten Stryków       | 103,7 km | 2004–2006                            | 1,57 Mrd. Złoty (401 Mio. Euro)                    | 26. Juli 2006                                        | mautpflichtig                     |
| Knoten Stryków – Knoten Łódź Północ              | 001,7 km | 2007–2008                            | 190 Mio. Złoty (49 Mio. Euro)                      | 22. Dezember 2008                                    | mautfrei                          |
| Knoten Łódź Północ                               | 002,6 km | 2010–2011                            | 307 Mio. Złoty (73 Mio. Euro)                      | 3. Juni 2012                                         | mautfrei                          |
| Knoten Łódź Północ – „Kilometer 394,5“           | 029,2 km | 2010–2012                            | 1,12 Mrd. Złoty (266 Mio. Euro)                    | 3. Juni 2012                                         | Unterabschnitt A derzeit mautfrei |
| „Kilometer 394,5“ – Knoten Skierniewice          | 003,6 km | 2010–2012                            | 844 Mio. Złoty (201 Mio. Euro)                     | 3. Juni 2012                                         | Unterabschnitt B derzeit mautfrei |
| Knoten Skierniewice – „Kilometer 411,5“          | 013,4 km | 2010–2012                            | 844 Mio. Złoty (201 Mio. Euro)                     | 6. Juni 2012                                         | Unterabschnitt B derzeit mautfrei |
| „Kilometer 411,5“ – „Kilometer 431,5“            | 020,0 km | 2010–2012                            | 833 Mio. Złoty (199 Mio. Euro)                     | 6. Juni 2012                                         | Unterabschnitt C derzeit mautfrei |
| „Kilometer 431,5“ – Knoten Grodzisk Mazowiecki   | 006,5 km | 2010–2012                            | 644 Mio. Złoty (154 Mio. Euro)                     | 6. Juni 2012                                         | Unterabschnitt D derzeit mautfrei |
| Knoten Grodzisk Mazowiecki – „Kilometer 449,1“   | 011,1 km | 2010–2012                            | 644 Mio. Złoty (154 Mio. Euro)                     | 27. Mai 2012                                         | Unterabschnitt D derzeit mautfrei |
| „Kilometer 449,1“ – Knoten Pruszków              | 001,8 km | 2010–2012                            | 426 Mio. Złoty (102 Mio. Euro)                     | 27. Mai 2012                                         | Unterabschnitt E derzeit mautfrei |
| Knoten Pruszków – Knoten Konotopa                | 004,0 km | 2010–2012                            | 426 Mio. Złoty (102 Mio. Euro)                     | 23. Mai 2012                                         | Unterabschnitt E derzeit mautfrei |
| Knoten Warszawa Lubelska – Knoten Halinów        | 005,6 km | 2017–2020                            | 200 Mio. Złoty (50 Mio. Euro)                      | 14. August 2020                                      | mautfrei                          |
| Knoten Halinów – Knoten Mińsk Mazowiecki         | 009,2 km | 2017–2020                            | 302 Mio. Złoty (76 Mio. Euro)                      | 14. August 2020                                      | mautfrei                          |
| Knoten Mińsk Mazowiecki – Knoten Kałuszyn        | 020,9 km | 2009–2012                            | 567 Mio. Złoty (135 Mio. Euro)                     | 29. August 2012                                      | mautfrei                          |
| Knoten Kałuszyn – Knoten Groszki                 | 012,1 km | 2020–2024                            | 500 Mio. Złoty (111 Mio. Euro)                     | 29. August 2024                                      | mautfrei                          |
| Knoten Groszki – Knoten Siedlce Zachód           | 012,9 km | 2021–2024                            | 531 Mio. Złoty (118 Mio. Euro)                     | 18. Dezember 2024                                    | mautfrei                          |
| Knoten Siedlce Zachód – Knoten Siedlce Południe  | 012,5 km | 2020–2024                            | 559 Mio. Złoty (124 Mio. Euro)                     | 8. August 2024                                       | mautfrei                          |
| Summe                                            | 528,2 km |                                      | 16,52 Mrd. Złoty (4,00 Mrd. Euro)                  |                                                      |                                   |

### Grenzübergang D/PL – Świecko

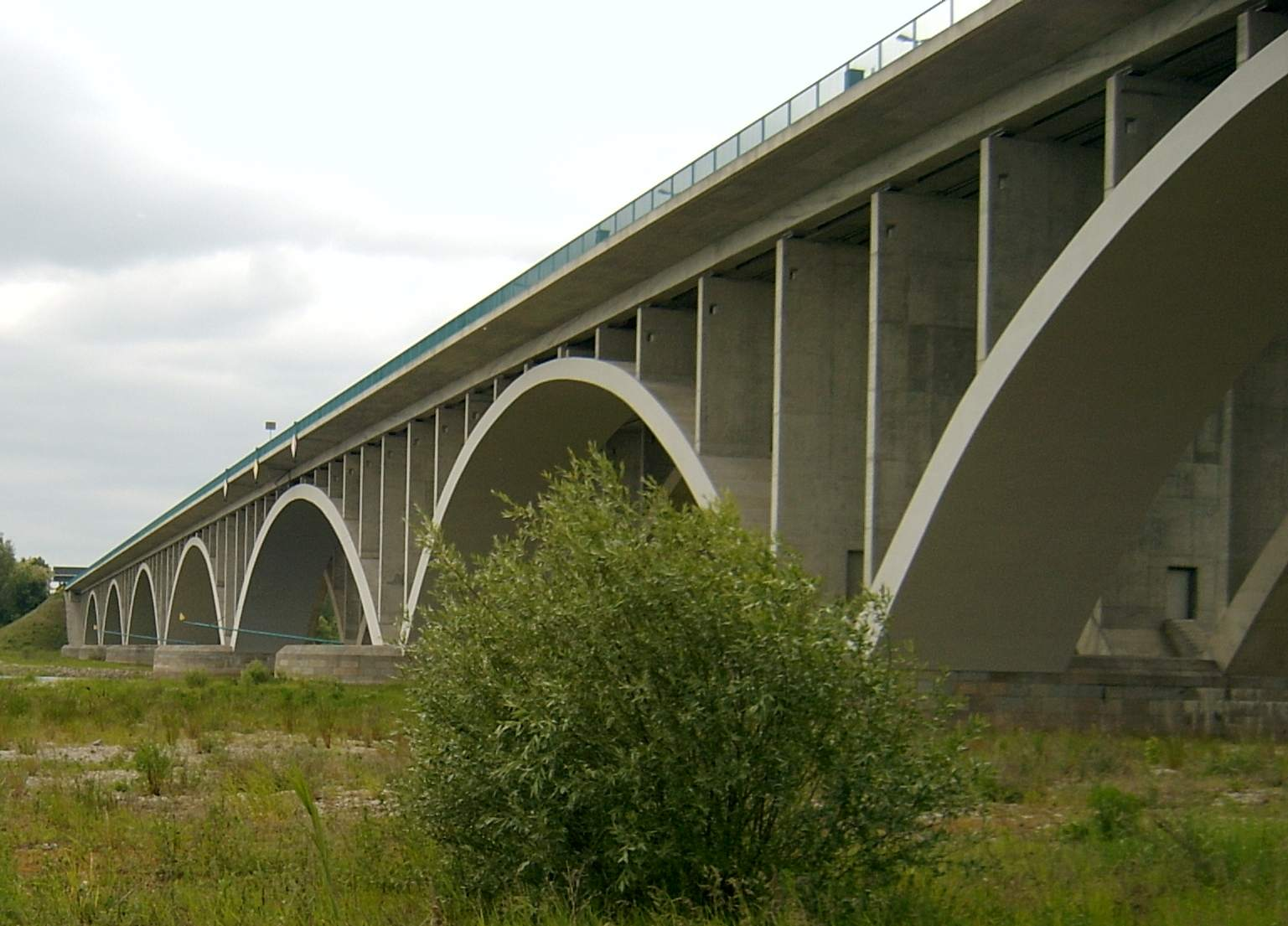
Blick auf die Oderbrücke westlich des Grenzüberganges

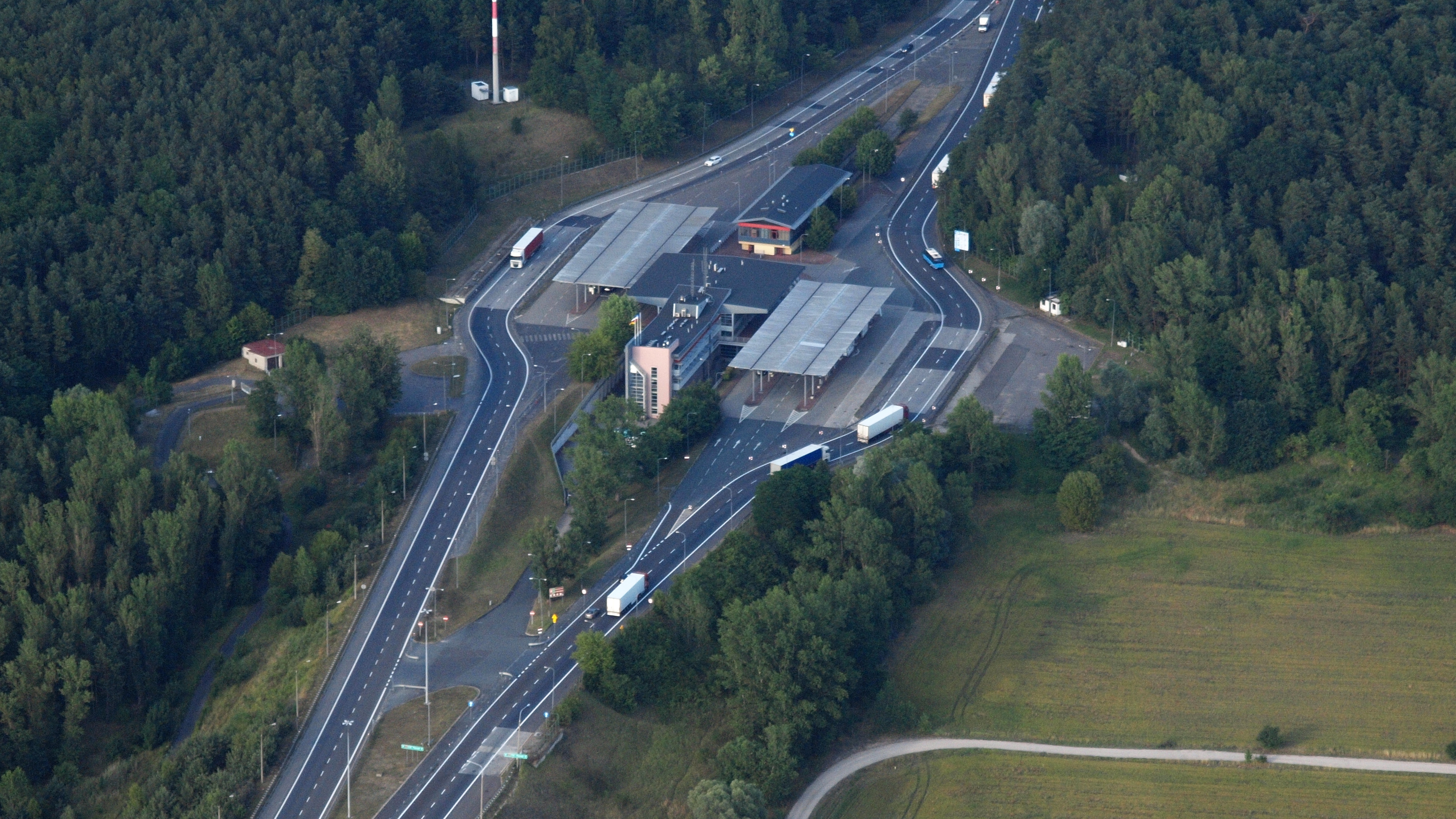
Grenzübergang D/PL – Świecko, Luftaufnahme (2015)

Dieser 1,1 Kilometer lange Abschnitt vom Grenzübergang Frankfurt (Oder)–Świecko, der inzwischen aufgrund des Beitritt Polens zur Europäischen Union und zum Schengener Abkommen geschlossen wurde, zum ersten auf polnischer Seite befindlichen Knoten Świecko wurde in den Jahren 1994 bis 1997 gebaut. Im Gegensatz zum nachfolgenden Abschnitt Świecko – Nowy Tomyśl wird dieser von der GDDKiA betrieben, da es bei der Unterschrift des Konzessionsvertrages mit der Aktiengesellschaft Autostrada Wielkopolska S.A. im Jahr 1997 aufgrund der damaligen Regelungen nur möglich war, dass ein grenznaher Autobahnabschnitt vom Staat selbst gebaut wird. Im Jahr 2011 wurde dieser Abschnitt für 16,8 Millionen Złoty modernisiert, unter anderem mit Betondecke ausgestattet. Obwohl er mit zwei Fahrstreifen pro Fahrbahn autobahnähnlich ausgebaut ist und ansonsten alle Parameter einer Autobahn erfüllt sind, blieb er nach dem Ende der Modernisierung am 30. September 2011 als Landesstraße 2 beschildert. In Zukunft ist eine Verlegung der Autobahn südlich des geschlossenen Grenzüberganges geplant. Der geplante Abschnitt soll 700 Meter lang sein. Als letzte Maßnahme ist der Umbau des Knoten Świecko geplant, da dieser derzeit nicht die Anforderungen einer Anschlussstelle erfüllt.

### Świecko – Nowy Tomyśl

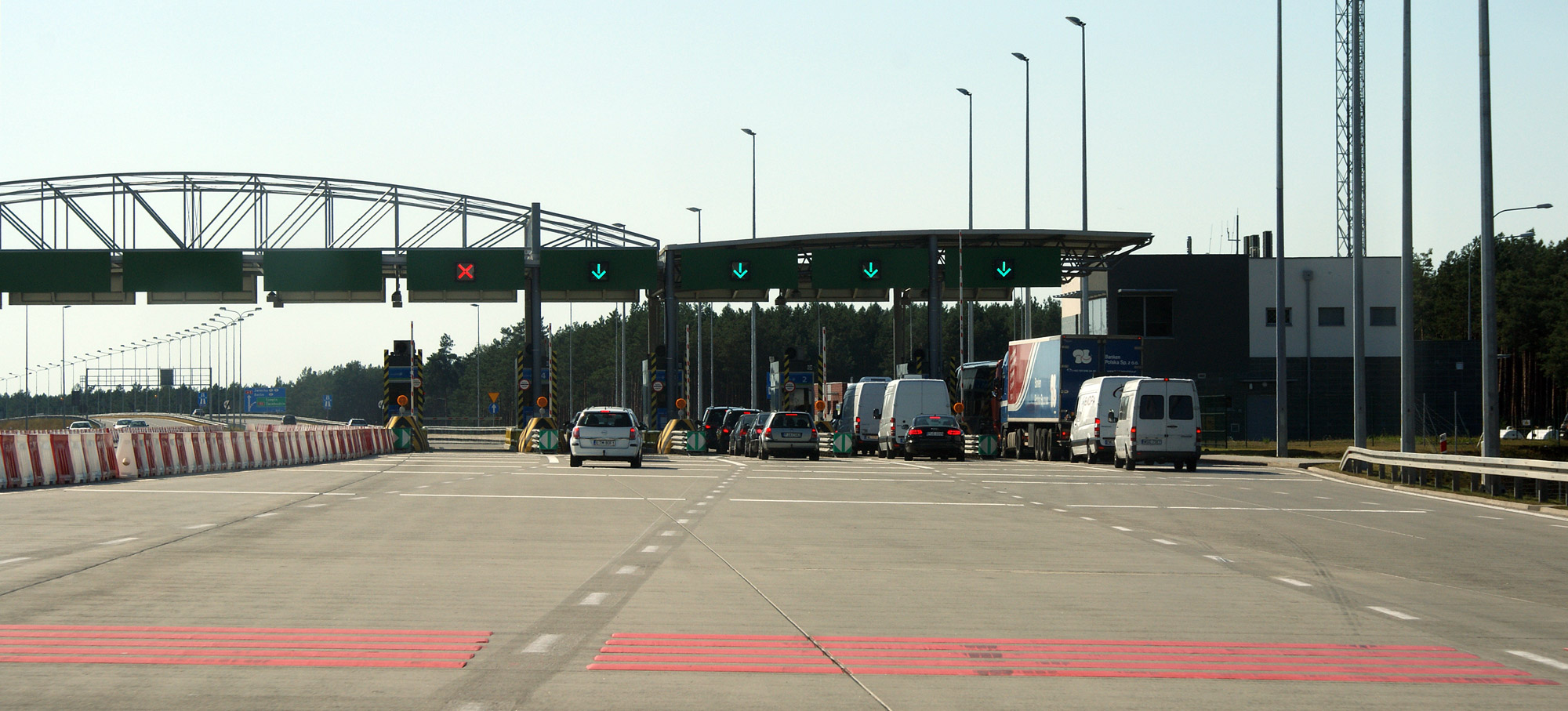
Mautstelle Tarnawa

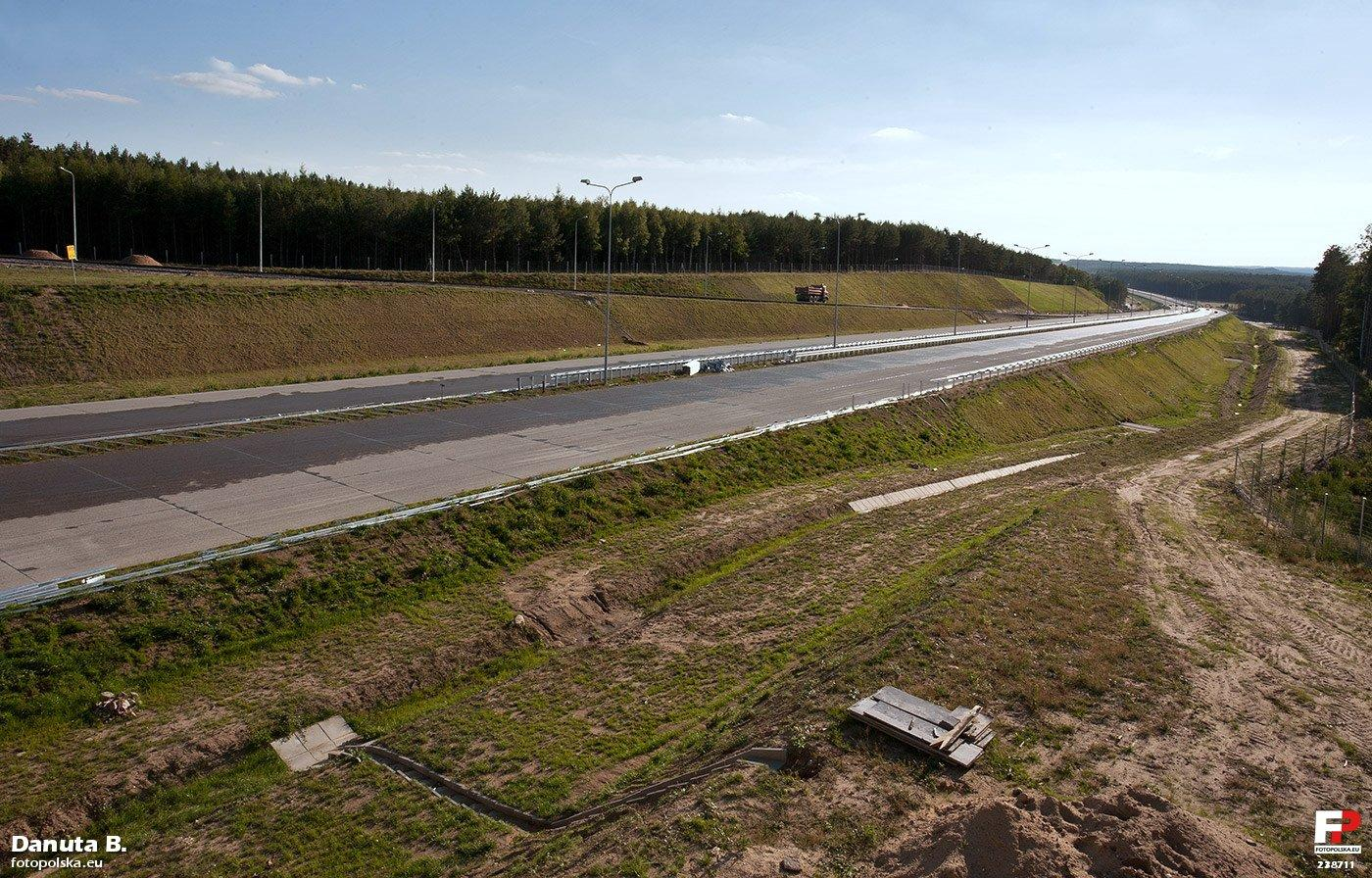
Die A2 beim Knoten Jordanowo im Juni 2011

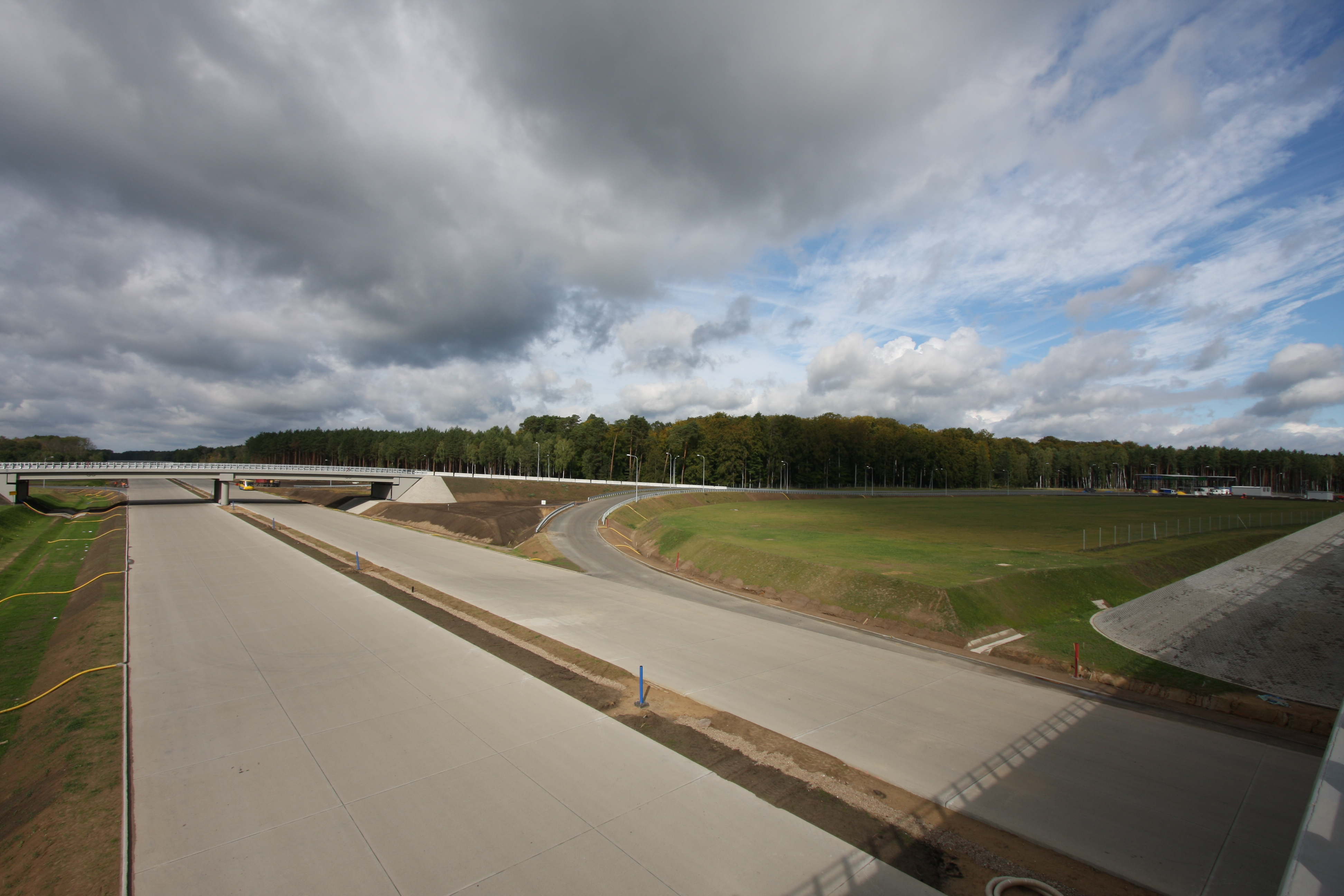
Blick auf den Knoten Trzciel (09/2011)

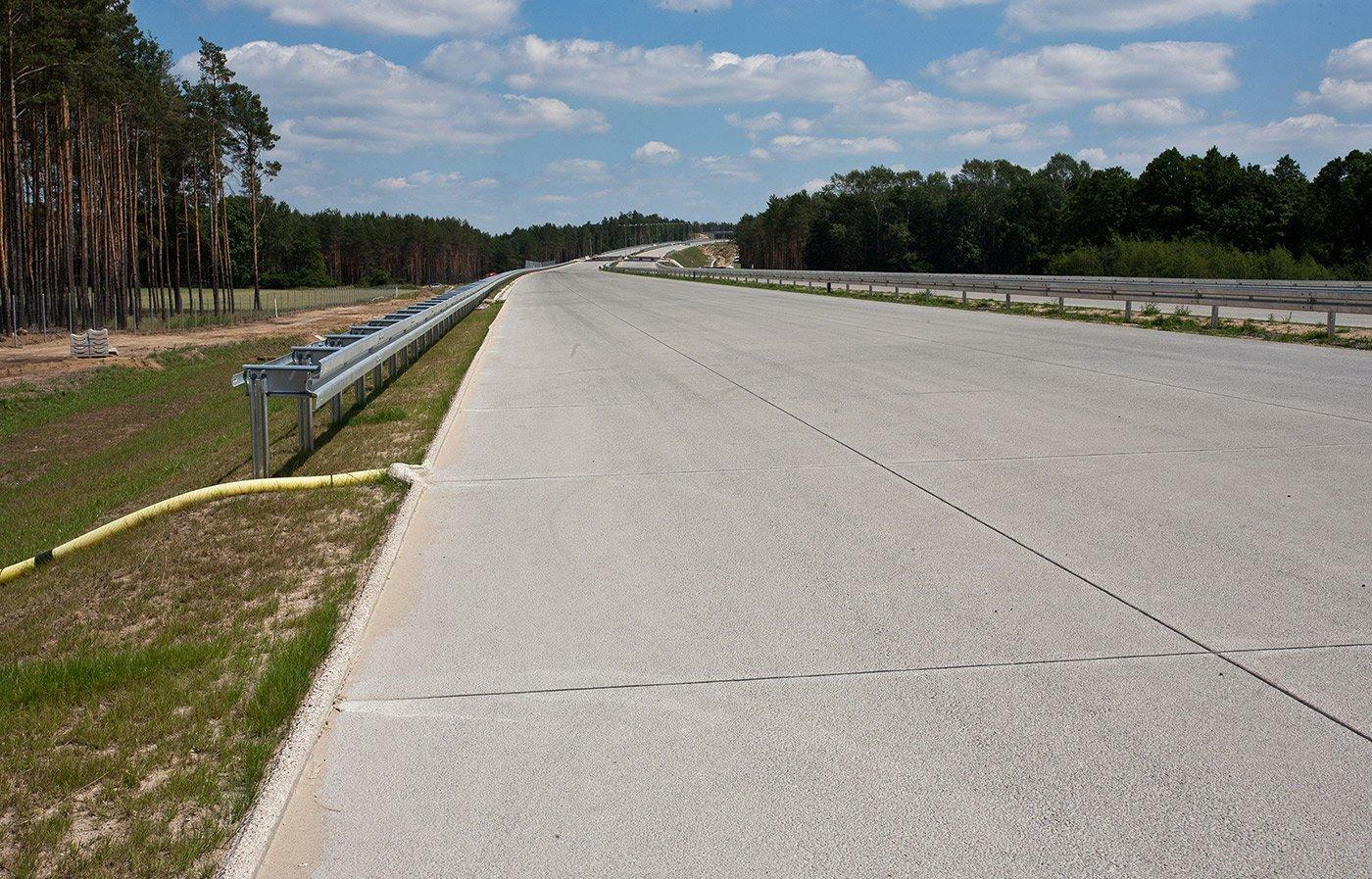
Blick auf die Waschbetonplatten als Straßenbelag (06/2011)

Dieser 105,9 Kilometer lange Abschnitt führt vom Knoten Świecko bis zum Knoten Nowy Tomyśl. Bis 2037 ist die Aktiengesellschaft Autostrada Wielkopolska S.A. als Konzessionär für den Betrieb der Autobahnstrecke zuständig. Daher ist der Abschnitt für alle Kraftfahrzeuge mautpflichtig.

#### Planungsphase
Im Jahr 1996 wurde die Lokalisierung dieses Abschnittes der A2 in der Woiwodschaft Lebus beschlossen. Der Konzessionär Autostrada Wielkopolska S.A. versprach in den ersten Erklärungen 1997 die Eröffnung des damals von der Konzession umfassten Abschnittes von Świecko bis Stryków (ca. 360 km) bis 2001. In den nächsten Mitteilungen war beabsichtigt, dass der Baubeginn dieses Abschnittes von Świecko bis Nowy Tomyśl im März 2005 mit einer voraussichtlichen Fertigstellung 2008 erfolgen könnte. Ende August 2006 wurde in einer Diskussion zwischen dem Konzessionär, der GDDKiA und dem Woiwoden der Woiwodschaft Lebus festgelegt, dass der Konzessionär Projektänderungen in der bereits ungültigen Standortbestimmung statt einer komplett neuen Standortbestimmung beantragen soll. Die Aktiengesellschaft sollte solche Zusagen für die Projektänderungen erhalten, einen Bericht über die Auswirkungen der geplanten Autobahn auf die Umwelt (erforderlich durch neue Bauvorschriften) entwickeln und die Finanzierungsquellen bis zum Ende des Jahres 2006 erhalten, sodass es wahrscheinlich wurde, dass der Bau dieses Abschnitts 2007 mit einer Fertigstellung 2009 beginnen könnte. Am 12. Juli 2006 veröffentlichte das polnische Verkehrsministerium eine Stellungnahme, in der mit der Fertigstellung des Abschnittes im Jahr 2010 gerechnet wurde.

#### Vertragsabschluss, Bau und Verkehrsübergabe
Am 29. August 2008 wurde der Vertrag zum Bau und Betrieb im Rahmen einer Öffentlich-privaten Partnerschaft zwischen dem Konzessionär, der GDDKiA und dem Verkehrsministerium nach Beendigung aller Gespräche unterschrieben. Der Baubeginn sollte im März 2009 erfolgen, die Fertigstellung wurde am 20. Mai 2012 terminiert. Am 29. Juni 2009 wurden die Verträge zur Finanzierung dieser Investition mit der Tochtergesellschaft Autostrada Wielkopolska II S.A. unterzeichnet. Die Gesamtkosten beliefen sich auf 1,56 Milliarden Euro, davon entfielen auf 1,3 Milliarden Euro auf Baukosten. Die Finanzierung wurde von insgesamt zwölf internationalen Banken gewährleistet und stand unter Führung der Europäischen Investitionsbank (EIB), die am 30. Juni 2009 ein Darlehen in Höhe von 974 Millionen Euro (ca. 62,5 % aller Kosten) gewährte. Die anderen elf Banken gewährten Darlehen von 394 Millionen Euro (ca. 25,5 %). Zusätzlich wurde der Konzessionär mit 186 Millionen Euro an 12 % aller Gesamtkosten beteiligt. Als Hauptbauunternehmen wurde Strabag innerhalb eines Konsortiums vom Konzessionär mit dem Bau dieses Abschnittes beauftragt. Der offizielle Baubeginn mit dem ersten Spatenstich erfolgte am 16. Juli 2009. Die Bauarbeiten konnten so beschleunigt werden, dass eine vorzeitige Eröffnung bereits 2011 geplant wurde. Am 30. November fand die offizielle Eröffnungsfeier mit zahlreichen Ehrengästen aus Politik und Wirtschaft, darunter mit dem polnischen Präsidenten Bronisław Komorowski sowie dem brandenburgischen Ministerpräsidenten Matthias Platzeck, statt. Am 1. Dezember wurde der Abschnitt dem Verkehr übergeben. Da jedoch noch keine Raststätten mit Tankstellen und Mautstellen fertiggestellt waren und weitere Bauarbeiten außerhalb der Richtungsfahrbahnen stattfanden, war die Befahrung des Abschnittes für alle Kraftfahrzeuge bis zum Ende aller Bauarbeiten am 20. Mai 2012 kostenfrei. An diesem Tag wurde die Maut auf diesem Abschnitt eingeführt.

#### Besonderheiten
Dieser 105,9 Kilometer lange Abschnitt ist das größte Infrastrukturprojekt Polens und eines der größten Infrastrukturprojekte Europas, das zum größten Teil von einem Bauunternehmen, in einer Rekordzeit von ca. 17 Monaten mit Waschbetonplatten als Straßenbelag gebaut wurde. Nach Schätzungen bleibt der Fahrbahnbelag in dieser Bauweise auf eine Dauer von 40 Jahren ohne Modernisierung erhalten. Insgesamt wurden 11,2 Millionen Tonnen an Materialien, darunter etwa 4,5 Mio. Tonnen an Gesteinskörnung und 6,8 Mio. Tonnen an Sand, verbaut. Über die ganze Bauzeit waren ungefähr 2500 Bauarbeiter von Strabag oder Subunternehmen engagiert. Außerdem entstanden 76 Brückenbauwerke, darunter 31 über der Autobahn und 19 entlang der Fahrbahnen, sechs Rastplätze, zwei Autobahnmeistereien, fünf Mautstellen und sechs Autobahnknoten. Zusätzlich wurde eine Summe von einem Viertel der Baukosten für den Umweltschutz ausgegeben. Es entstanden 13 Grünbrücken, 150 Durchlässe für kleinere Tiere und 10,5 Kilometer an Lärmschutzwänden.

### Nowy Tomyśl – Konin Zachód

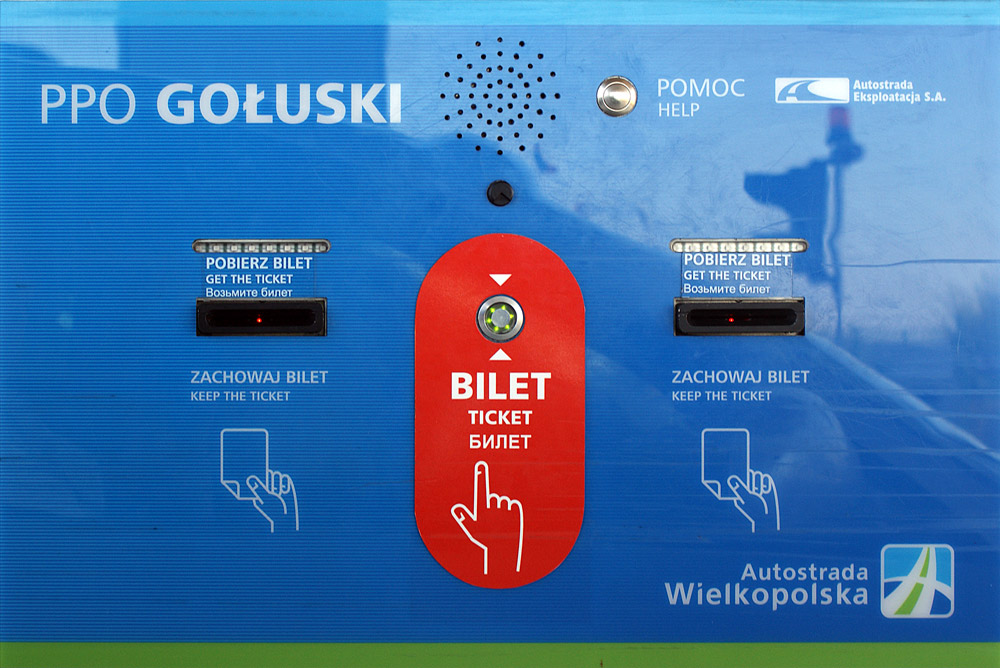
Automat an der Mautstelle Gołuski

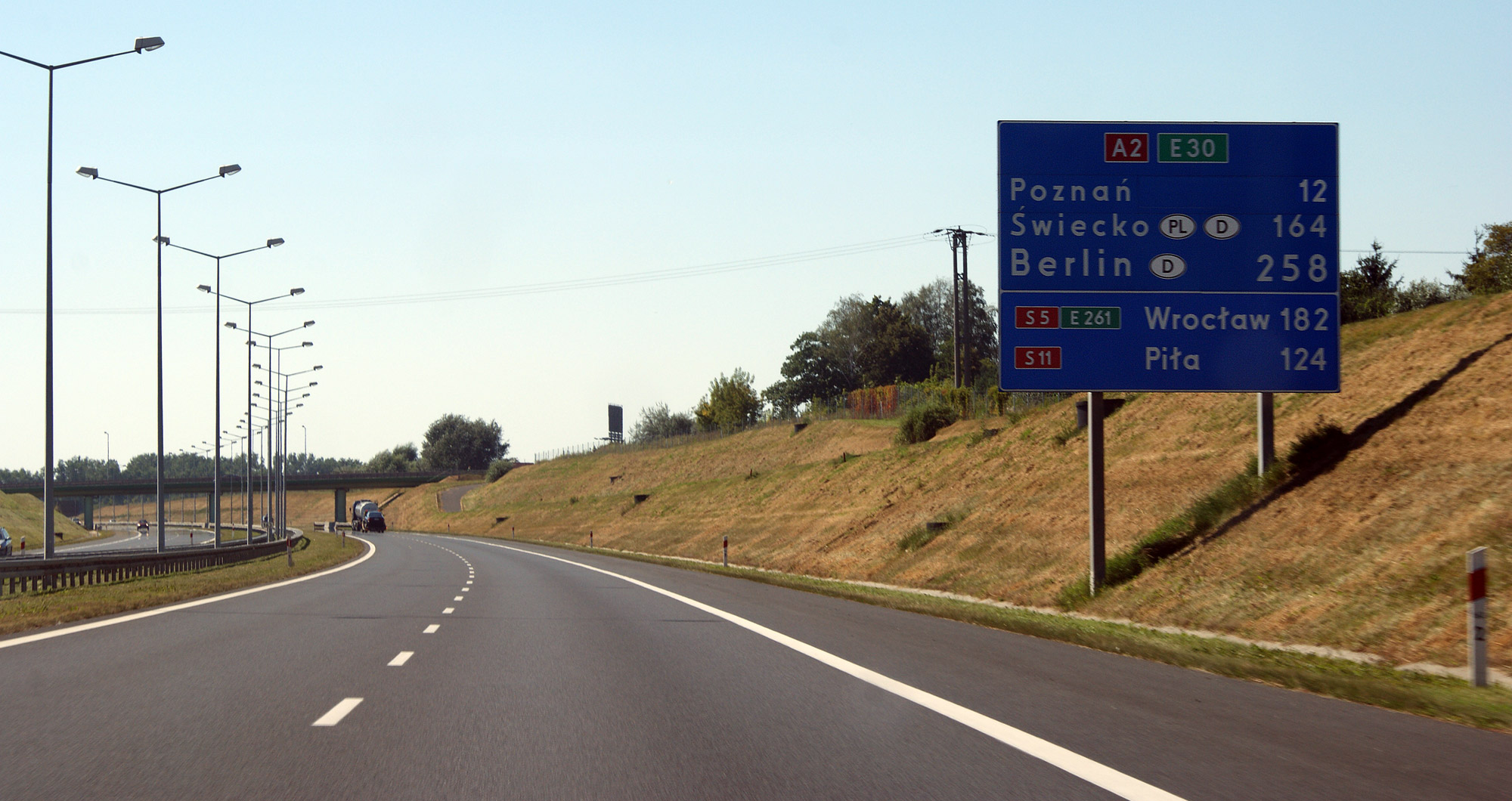
Die A2 östlich des Knotens Poznań Komorniki Richtung Świecko

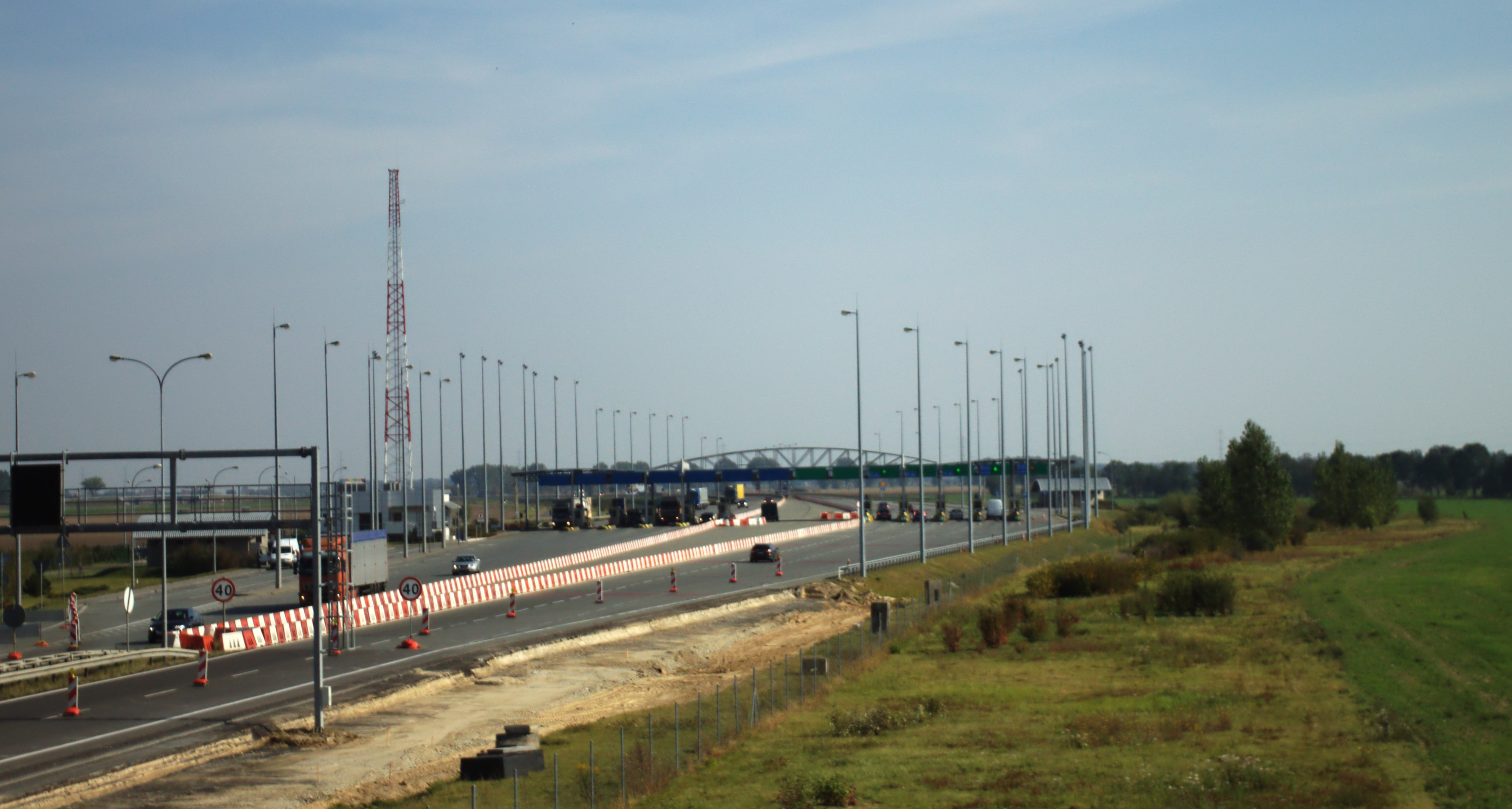
Die Mautstelle Nagradowice während des Baus des Knotens Poznań Wschód (09/2011)

Dieser 149,2 Kilometer lange Abschnitt führt vom Knoten Nowy Tomyśl bis zum Knoten Konin Zachód. Bis 2037 ist die Aktiengesellschaft Autostrada Wielkopolska S.A. als Konzessionär für den Betrieb der Autobahnstrecke zuständig. Daher ist der Abschnitt bis auf den Abschnitt zwischen den Knoten Poznań Zachód und Poznań Wschód (~27 km; Umfahrung Posens) für alle Kraftfahrzeuge mautpflichtig.

#### Planung und Bau als Olimpijka
Der Abschnitt wurde in der Zeit der Volksrepublik Polen in den 1970er-Jahren als Teil der Olimpijka geplant. Aufgrund der wirtschaftlichen Krise wurden in Polen nur zwei Teilstücke realisiert und eröffnet. Das erste, 34,2 Kilometer lange Teilstück zwischen den Knoten Września und Sługocin wurde von 1977 bis 1985 gebaut und am 9. Oktober 1985 eröffnet. Das zweite, 13,8 Kilometer lange Teilstück vom Knoten Sługocin bis zum Knoten Konin Zachód (früher Modła) wurde von 1986 bis 1989 gebaut und am 10. November 1988 dem Verkehr übergeben.

#### Modernisierung bzw. Neubau als A2
1997 wurde der Konzessionsvertrag mit der Aktiengesellschaft Autostrada Wielkopolska S.A. zur Vervollständigung und Betrieb dieses Abschnittes unterzeichnet. Zeitgleich sollte die Modernisierung der aus den Zeiten der Volksrepublik Polen bestehenden Teilstücke sowie der Neubau der fehlenden Teilstücke erfolgen. Insgesamt erfolgten alle Bauarbeiten auf dem gesamten Abschnitt in sechs Jahren zwischen 1998 und 2004. Die Baukosten betrugen 638 Mio. Euro. Die Investition wurde in fünf Teilstücke unterteilt:
- Der Neubau des westlichsten Teilstückes vom Knoten Nowy Tomyśl bis zum Knoten Poznań Komorniki (50,4 km) erfolgte in den Jahren 2002 bis 2004. Das Teilstück wurde am 27. Oktober 2004 eröffnet.[36] Bereits eine Woche nach der Eröffnung wurde die Maut für alle Kraftfahrzeuge im offenen System am 3. November 2004 auf der Strecke vom Knoten Nowy Tomyśl bis zum Knoten Poznań Zachód eingeführt. 2012 erfolgte der Umbau des Knotens Buk. Er wurde mit zwei Verbindungsrampen und einer Mautstelle ausgestattet, sodass die Mautabgabe ab dem 23. April 2012 im geschlossenen System erfolgen kann. Die Strecke vom Knoten Poznań Zachód bis zum Knoten Poznań Krzesiny ist Teil der südlichen Umfahrung Posens und somit für alle Kraftfahrzeuge mautfrei.
- Der Neubau des nächsten Teilstückes zwischen den Knoten Poznań Komorniki und Poznań Krzesiny (13,3 km) wurde 1998 begonnen und 2003 abgeschlossen. Am 13. September 2003 wurde das Teilstück dem Verkehr übergeben.[36] Bereits 1998 wurde das Teilstück aufgrund der Funktion als südliche Umfahrung Posens in der Konzession als mautfreies Teilstück festgeschrieben.[36] Von 2019 bis Mitte 2020 wurde die Autobahn auf drei Fahrstreifen pro Fahrbahn verbreitet und ein neues Beleuchtungssystem installiert.[37]
- Der Baubeginn des nächsten, 37,5 Kilometer langen Teilstücks zwischen den Knoten Poznań Krzesiny und Września erfolgte 2002. Bereits im nächsten Jahr konnte die Strecke fertiggestellt und am 27. November 2003 eröffnet werden.[36] Die Strecke vom Knoten Poznań Krzesiny bis zum Knoten Poznań Wschód ist Teil der südlichen Umfahrung Posens und somit mautfrei für alle Kraftfahrzeuge. Das übrige Teilstück vom Knoten Poznań Wschód bis zum Knoten Września ist mit der Autobahnstrecke bis zur Mautstelle Lądek im offenen System für alle Kraftfahrzeuge mautpflichtig. Die Maut wurde am 1. Dezember 2003 eingeführt.
- Die beiden östlichen Teilstücke zwischen den Knoten Września und Sługocin (34,2 km) sowie Sługocin und Konin Zachód (früher Modła) (13,8 km), die bereits in der Zeit der Volksrepublik Polen als Teil der Olimpijka geplant und gebaut wurden, wurden von 2001 bis 2002 modernisiert und am 20. Dezember 2002 wieder vollständig dem Verkehr übergeben.[36] Die Strecke vom Knoten Września bis zur Mautstelle Lądek ist im offenen System für alle Kraftfahrzeuge mautpflichtig. Die Maut wurde am 1. Dezember 2003 eingeführt. Die restliche Strecke von der Mautstelle Lądek bis zum Knoten Konin Zachód ist aufgrund der notwendigen Anpassung der vorherigen Strecke in das geschlossene System mautfrei.

### Konin Zachód – Stryków

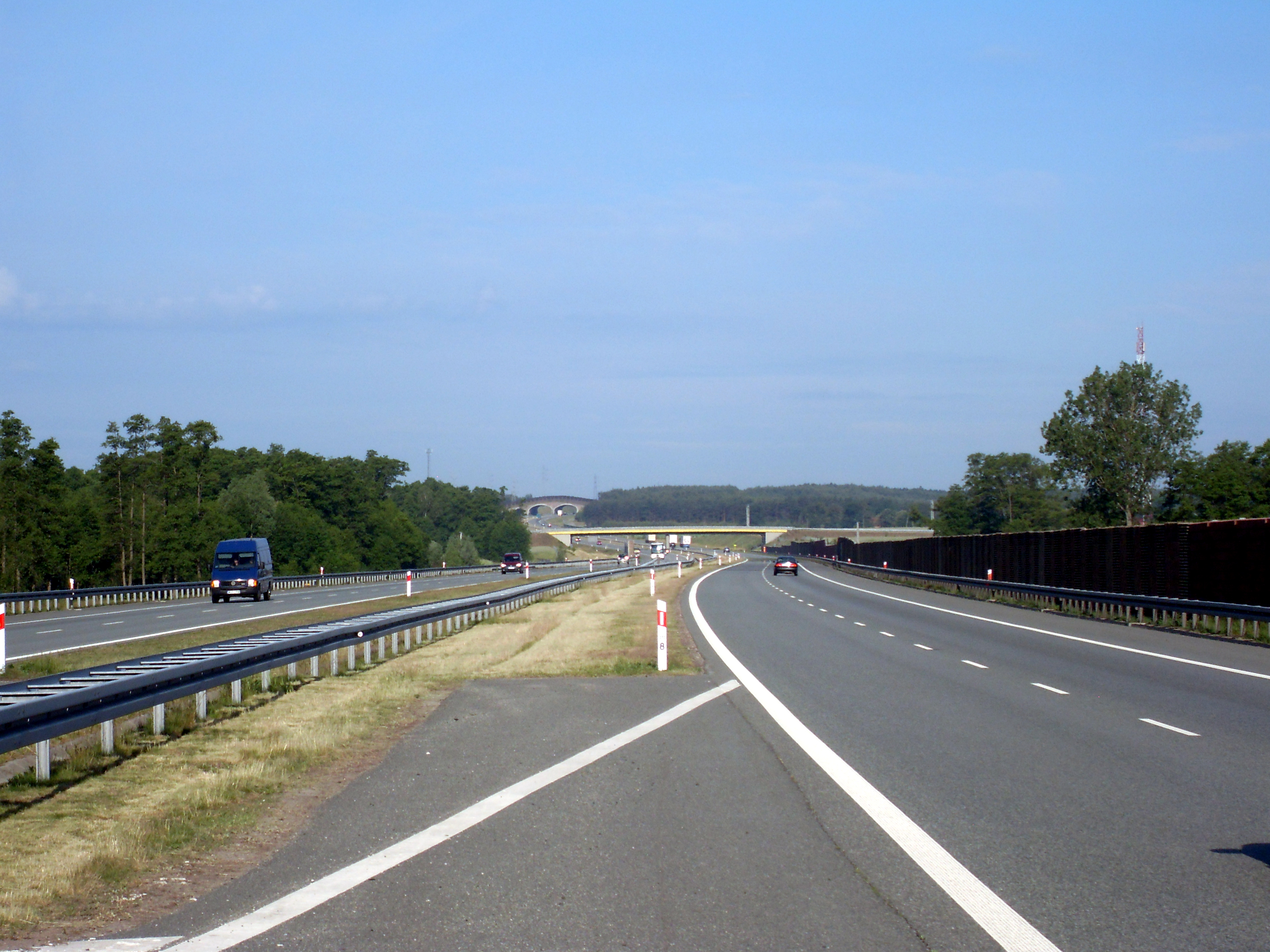
Blick auf die A2 auf diesem Abschnitt in Richtung Westen

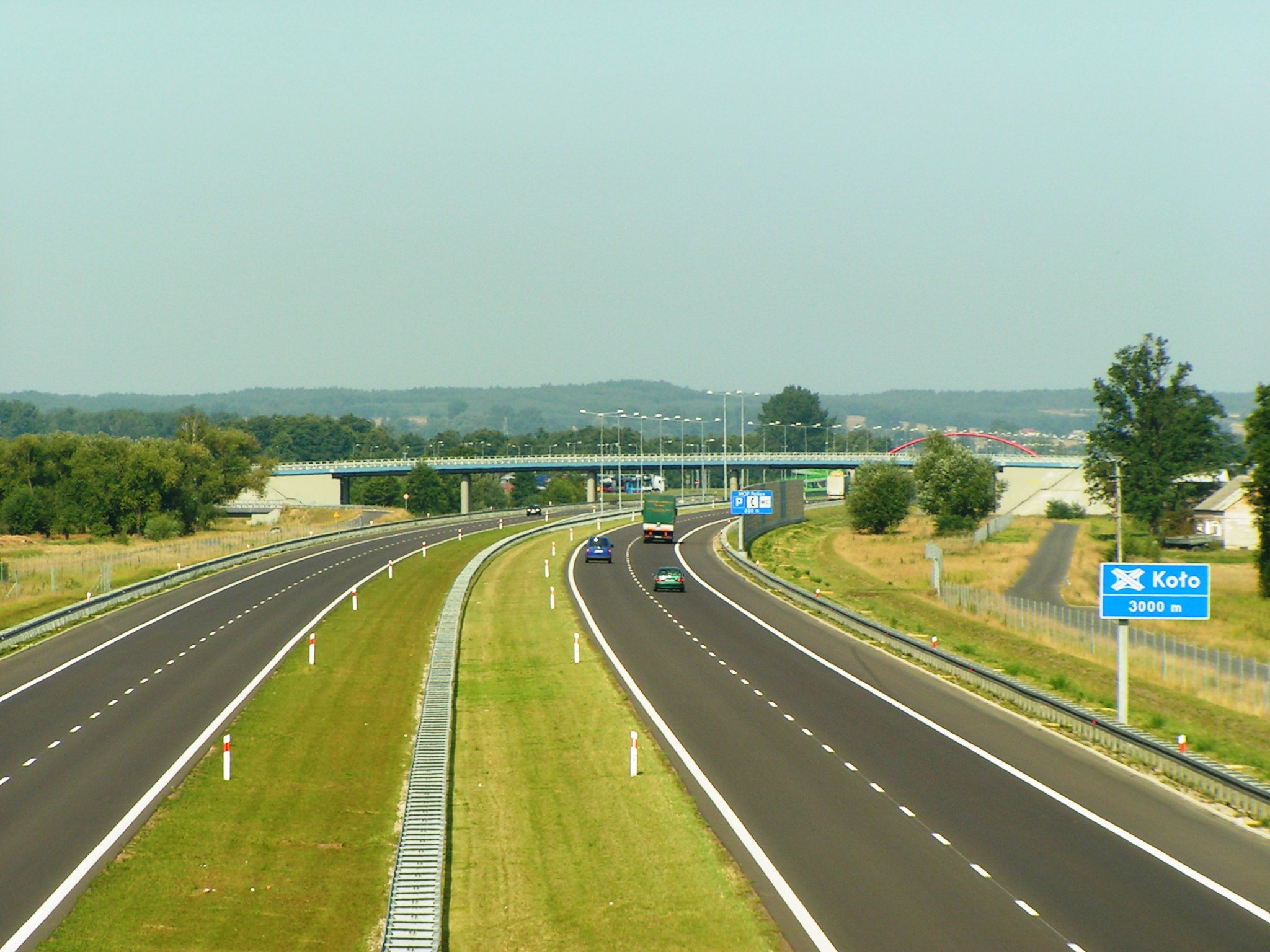
Die A2 vor dem Knoten Koło in Richtung Osten

Dieser 103 Kilometer lange, von der GDDKiA betriebene Abschnitt führt vom Knoten Konin Zachód bis zum Knoten Stryków und ist mit zwei Fahrstreifen pro Fahrbahn ausgestattet. Innerhalb 22 Monaten wurde dieser Abschnitt von 2004 bis 2006 gebaut und am 26. Juli 2006 dem Verkehr übergeben. Die Baukosten in Höhe von 401,4 Millionen Euro wurden zu 81 % (325,3 Mio. Euro) von der Europäischen Union getragen. Der Bau des Abschnittes wurde in fünf Etappen unterteilt, die von verschiedenen Bauunternehmen ausgeführt wurden:
- Die erste und zweite Etappe umfassten die Abschnitte vom Knoten Konin Zachód bis zum Knoten Koło (~29 km) und vom Knoten Koło bis zum Knoten Dąbie (~17 km). Die Bauverträge zwischen den österreichisch-portugiesischen Konsortien bestehend aus Strabag, Hermann Kirchner (nur zweite Etappe) sowie Mota-Engil und dem polnischen Verkehrsministerium wurden am 28. Juli 2004 unterschrieben. Die Baukosten betrugen für die erste Etappe 83 Mio. Euro und für die zweite Etappe 94 Mio. Euro.[39]
- Die dritte und vierte Etappe umfasste die Abschnitte vom Knoten Dąbie bis zum Knoten Wartkowice (~17 km) und vom Knoten Wartkowice bis zum Knoten Emilia (~23 km). Die Bauverträge zwischen den polnisch-spanischen Konsortien bestehend aus Budimex Dromex S.A. und Ferrovial Agroman S.A. und dem polnischen Verkehrsministerium wurden am 28. Juli 2004 unterschrieben. Die Baukosten betrugen für die dritte Etappe 47 Mio. Euro und für die vierte Etappe 62 Mio. Euro.[39]
- Die fünfte Etappe umfasste den Abschnitt vom Knoten Emilia bis zum Knoten Stryków (~18 km). Der Bauvertrag zwischen dem österreichisch-polnischen Konsortium bestehend aus Hermann Kirchner, Strabag sowie PRM Mosty Łódź S.A. und dem polnischen Verkehrsministerium wurde am 28. Juli 2004 unterschrieben. Die Baukosten betrugen 52 Mio. Euro.[40]

Im Zeitraum vom 14. November 2008 bis Ende 2010 wurde der Abschnitt für die Mauteinführung vorbereitet; es erfolgte u. a. der Bau von Mautstellen. Die Kosten betrugen 379 Mio. Złoty. Die Mauteinführung erfolgte am 1. Juli 2011 für alle Kraftfahrzeuge. Für Lkw wurde das viaTOLL-System eingeführt; für Pkw erfolgte die Mautabgabe an den Mautstellen. Seit dem 1. Juni 2012 ist nun auch die Mautabgabe für die Pkw über das viaTOLL-System mit Hilfe der Mautgerätes viaAUTO möglich.

### Stryków – Łódź Północ
Dieser 1,7 Kilometer langer Abschnitt zwischen den Knoten Stryków und Łódź Północ wurde 2008 im Rahmen der damaligen Umfahrung von Stryków realisiert, um eine Beseitigung des Lkw-Verkehrs aus der Stadt zu ermöglichen. Neben diesem Teilstück der A2 entstand die erste Verbindungsrampe des damals geplanten Autobahnknotens Łódź Północ sowie die westliche Fahrbahn der damals ebenso geplanten A1 als Verbindungsstück zur Landesstraße 14 bei Stryków. Die ca. fünf Kilometer lange Umfahrung kostete über 190 Mio. Złoty und wurde am 22. Dezember 2008 eröffnet.

### Łódź Północ
Der 2,5 Kilometer lange Abschnitt der A2 wurde im Rahmen des Autobahnknotens errichtet und am 3. Juni 2012 mit Inbetriebnahme des Unterabschnittes A sowie eines Teils des Unterabschnittes B des östlich angrenzenden, bis Warschau führenden Abschnittes eröffnet.

### Łódź Północ – Warszawa Konotopa

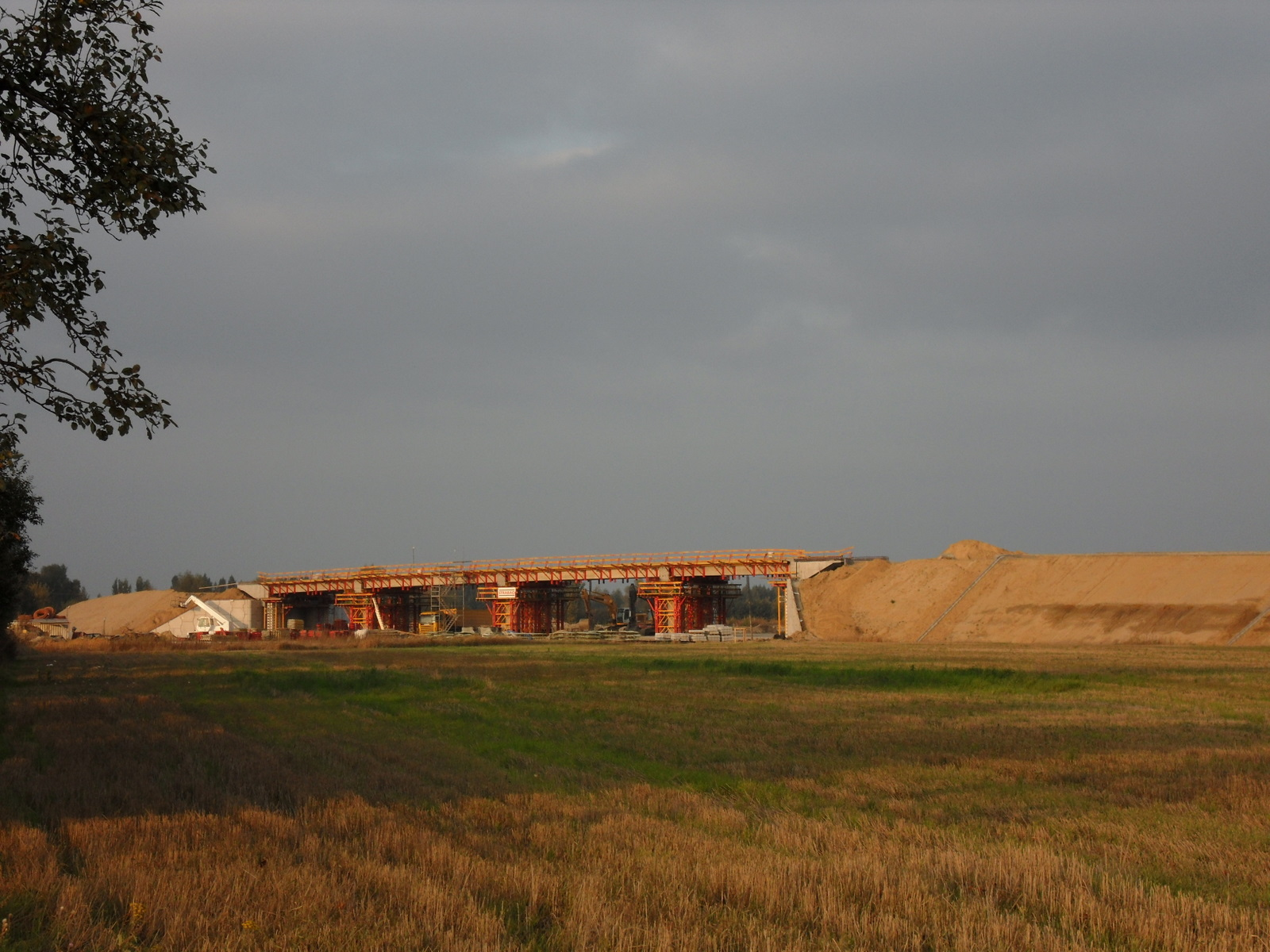
Der Bau der A2 bei Koszajec (Unterabschnitt D; 10/2011)

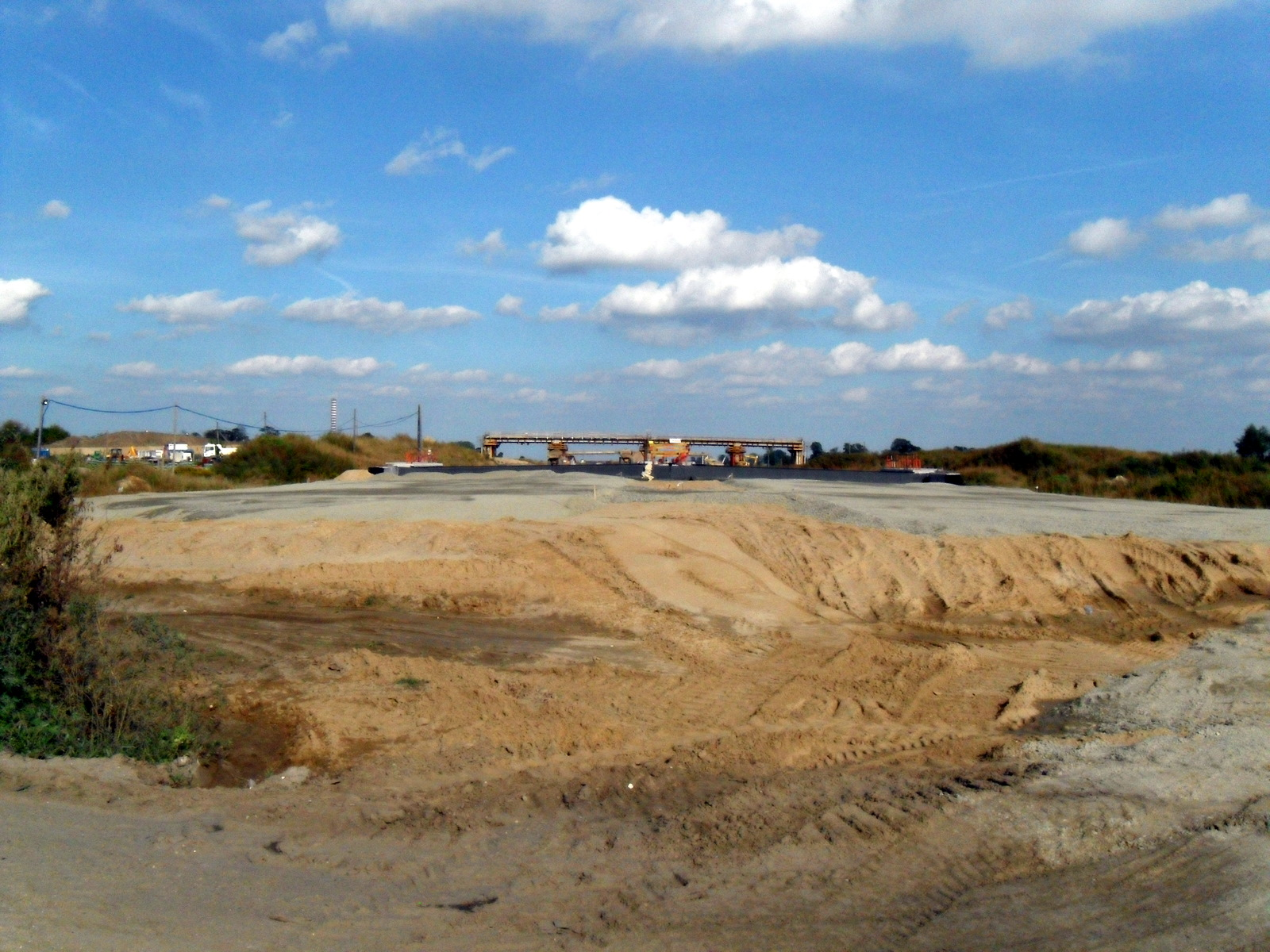
Der Bau der A2 in Kotowice (Unterabschnitt D; 09/2011)

Nach den ersten Planungen der GDDKiA sollte der Bau des gesamten Abschnittes von Lodz bis Warschau zwischen 2006 und 2007 beginnen. Die Fertigstellung sollte 2008 erfolgen. Am 26. Juli 2006 verkündete der damalige Verkehrsminister Jerzy Polaczek, dass Ende 2006 die Auswahl des Konzessionärs für den Bau, Betrieb und die Finanzierung enden, der Bau zwischen dem dritten und vierten Quartal 2007 beginnen und spätestens Ende 2010 abgeschlossen sein würde.
In den nächsten Planungen wurde von der GDDKiA die Realisierung als Öffentlich-private Partnerschaft berücksichtigt. Der Staat sollte die Basis für die Gesellschaften bieten, aber private Unternehmen sollten für die Finanzierung und die Realisierung der Investition sorgen. Nach Einschätzungen von Experten sollte der Baubeginn nicht vor dem Frühling 2009, das Bauende nicht 2011 erfolgen.
Im Februar 2009 gab die GDDKiA bekannt, dass die von den beiden um die Investition kämpfenden Konsortien Autostrada Południe S.A. und Autostrada Mazowsze S.A. vorgeschlagenen finanziellen Bedingungen nicht das öffentliche Interesse sichern. Somit wurden die Pläne der Realisierung als öffentlich-private Partnerschaft vom Verkehrsminister beendet. Nun sollte wieder der Staat den gesamten Abschnitt realisieren.
Für eine schnellere Realisierung wurde der Abschnitt in fünf Unterabschnitte aufgeteilt. Die Ausschreibungen begannen am 27. März 2009. Die Verträge mit den Unternehmen und Konsortien wurden am 28. September 2009 unterschrieben. Innerhalb von 32 Monaten sollte das Bauprojekt und der Bau fertiggestellt werden, sodass mit einer Verkehrsübergabe vor der Fußball-Europameisterschaft 2012 geplant war. Der offizielle Baubeginn mit dem ersten Spatenstich erfolgte am 14. Juli 2010.

#### Unterabschnitt A
Dieser Unterabschnitt führt auf einer Länge von 29,2 Kilometern vom Autobahnknoten Łódź Północ bis zum Kilometer 394,5 der A2. In einer Ausschreibung erhielt ein chinesisch-polnisches Konsortium unter der Führung von China Overseas Engineering Group (COVEC) mit drei Partnern den Zuschlag. Die Baukosten wurden auf 755 Mio. Złoty beziffert und lagen bei 44 % der vom Investor geschätzten Baukosten von etwa 1,7 Mrd. Złoty. Aus diesem Grund reichten die europäischen Bauunternehmen eine formelle Beschwerde ein. Es wurde beklagt, dass das Konsortium nicht unter diesen geringen Kosten das Projekt umsetzen und Gewinn erzielen könnte. Schließlich wurde der Protest abgewiesen.
Nach der Fertigstellung der Projektierung wurde die Baugenehmigung am 21. August 2010 erteilt. Jedoch gab es Schwierigkeiten bei der Ausführung der Bauarbeiten. Die Gewinnung von Subunternehmen und Zulieferern zu den gewünschten Konditionen gestaltete sich schwierig. Nachdem die Bauarbeiten im Herbst 2010 aufgenommen wurden, zeigten sich im Frühjahr 2011 Finanzprobleme beim Konsortium. Anfang Mai 2011 kam es zum Baustopp, da viele chinesische Arbeiter nach einer Urlaubspause in China geblieben waren und Zahlungen der Subunternehmen ausblieben. Das Konsortium verkündete am 20. Mai die Begleichung der Forderungen bis Ende Mai und die Fortführung der Bauarbeiten zu Vertragskonditionen. Jedoch wurden die Bauarbeiten nicht aufgenommen. Das Konsortium forderte rechtswidrig die Erhöhung der Baukosten um eine Milliarde Złoty, daraufhin löste die GDDKiA den Bauvertrag mit dem Konsortium am 13. Juni auf. Endgültig wurde diese Entscheidung am 27. Juni. Die GDDKiA forderte daraufhin die Auszahlung der vertraglich festgelegten Entschädigungen in Höhe von 10 % der Auftragssumme, die für beide Unterabschnitte A und C zusammen insgesamt 130 Millionen Złoty betrugen. Davon waren 13 Mio. Złoty bei der Deutschen Bank hinterlegt, die diese sofort auszahlte, und 117 Mio. Złoty bei den chinesischen Banken Bank of China und Import Export Bank of China hinterlegt, die die Auszahlung auf Antrag von COVEC verweigerten. Das Bezirksgericht Warschau gab einer Klage der GDDKiA zur Zahlung von 140 Mio. Złoty an Entschädigungen und Schadenersatz Recht. COVEC legte Berufung ein und reichte Klagen gegen die GDDKiA vor chinesischen Gerichten ein. Zunächst verweigerte die GDDKiA den Rechtsstreit vor den chinesischen Gerichten, mietete dort schließlich eine Anwaltskanzlei an. Nachdem das Volksgericht Chinas einer Klage von COVEC hinsichtlich der Blockierung der Zahlungen statt gab, legte die GDDKiA am 18. Juni 2012 vor dem Obersten Gerichtshof Chinas Berufung gegen das Urteil ein. Die GDDKiA verlangte zudem die Begleichung der Schulden bei den polnischen Subunternehmen in Höhe von 106 Mio. Złoty sowie die Bezahlung aller weiteren Kosten im Zusammenhang mit der nicht rechtzeitigen Fertigstellung der Autobahn in Höhe von 550 Mio. Złoty. Bis Anfang 2015 überwiesen die chinesischen Banken die Entschädigungen in Höhe von 129 Mio. Złoty. Um weitere Vertragsstrafen sollen nun die Außen- und Infrastrukturministerien im Namen der GDDKiA verhandeln. Im Juli 2017 wurde eine Einigung zwischen der GDDKiA und COVEC verkündet, die bereits am 19. Mai 2017 abgeschlossen wurde und das Ende aller laufenden Gerichtsverfahren bedeutete. In der Einigung wurden alle gegenseitigen Ansprüche geregelt, der Inhalt blieb vertraulich.
Nach den Vertragsauflösungen mit COVEC wurden 26 europäische Bauunternehmen zu Gesprächen eingeladen, um den Bau dieses Abschnittes fortzuführen und zu beenden. Aufgrund einer Fertigstellung bis zur Fußball-Europameisterschaft 2012 wurde keine Ausschreibung unternommen, sondern die Vertragskonditionen in Gesprächen bestimmt. Am 28. Juli 2011 erfolgte die Vertragsunterzeichnung mit einem Konsortium bestehend aus der französischen Baufirma Eurovia und dem polnischen Unternehmen Warbud. Die Baukosten wurden auf 989 Mio. Złoty festgelegt.
Am 3. Juni 2012 wurde die provisorische Befahrbarkeit des Abschnittes erreicht. Die Höchstgeschwindigkeit wurde auf 70 km/h festgelegt, der Verkehr bis zum 5. September auf Personenkraftwagen unter 3,5 Tonnen und Reisebusse eingeschränkt, weil der Verkehr auf der Binderschicht geführt wurde. Nach der Europameisterschaft wurde mit der Fertigstellung des Abschnittes begonnen. Dazu wurde die Deckschicht zunächst auf der nördlichen Fahrbahn, die für den Verkehr gesperrt wurde, aufgetragen. Diese Fahrbahn wurde am 5. September 2012 dem Verkehr übergeben. Danach begann die Fertigung der letzten Asphaltschicht auf der südlichen Fahrbahn. Diese und alle anderen Bauarbeiten, darunter die Montierung der Lärmschutzwände, wurden vertragsgemäß am 15. Oktober 2012 abgeschlossen.

#### Unterabschnitt B
Der Unterabschnitt B umfasst die Autobahnstrecke der A2 zwischen den Kilometern 394,6 und 411,5 auf einer Länge von 16,9 Kilometern. Der Bauvertrag mit dem polnisch-portugiesischen Konsortium bestehend aus Mostostal Warszawa S.A. als Leader und Acciona infrastructuras S.A. sowie Polimex-Mostostal S.A. als Partner wurde am 28. September 2009 unterschrieben. Die Baukosten betrugen 844 Mio. Złoty. Die Baugenehmigung wurde am 21. August 2010 erteilt. Am 3. Juni 2012 wurde das 2,8 Kilometer lange Teilstück zusammen mit dem Unterabschnitt A bis zum Knoten Skierniewice eröffnet. Am 6. Juni 2012 wurde das restliche, 14,1 Kilometer lange Teilstück zusammen mit dem ganzen Unterabschnitt C und einem Teilstück des Unterabschnittes D dem Verkehr übergeben. Der Verkehr aus Lastkraftwagen und Personenkraftwagen über 3,5 Tonnen wurde bis zum 5. September 2012 ab dem Knoten Skierniewice von der Autobahn geleitet, da der westlich liegende Unterabschnitt A für diese Fahrzeuge gesperrt war. Nach der Fertigstellung kam es vor Gericht zu Klagen des Konsortiums gegen die GDDKiA. Eine Forderung nach einer zusätzlichen Vergütung für den Anstieg der Asphalt- und Kraftstoffpreise in Höhe von 36,9 Mio. Złoty wies das Bezirksgericht Warschau aufgrund fehlender Grundlage für die Erhöhung der Vergütung zurück. Das Konsortium legte Berufung ein. Einer weiteren Klage nach der Zahlung einer Vergütung für absolvierte Bauarbeiten, die die GDDKiA aufgrund des eigenen Anspruchs auf die Zahlung einer Vertragsstrafe zurückgehalten hatte, gab das Bezirksgericht Warschau Ende 2016 statt. Ende April 2017 wurde das Urteil rechtskräftig. Die GDDKiA wurde zur Zahlung von insgesamt 29,12 Mio. Złoty mit Zinsen verpflichtet.

#### Unterabschnitt C

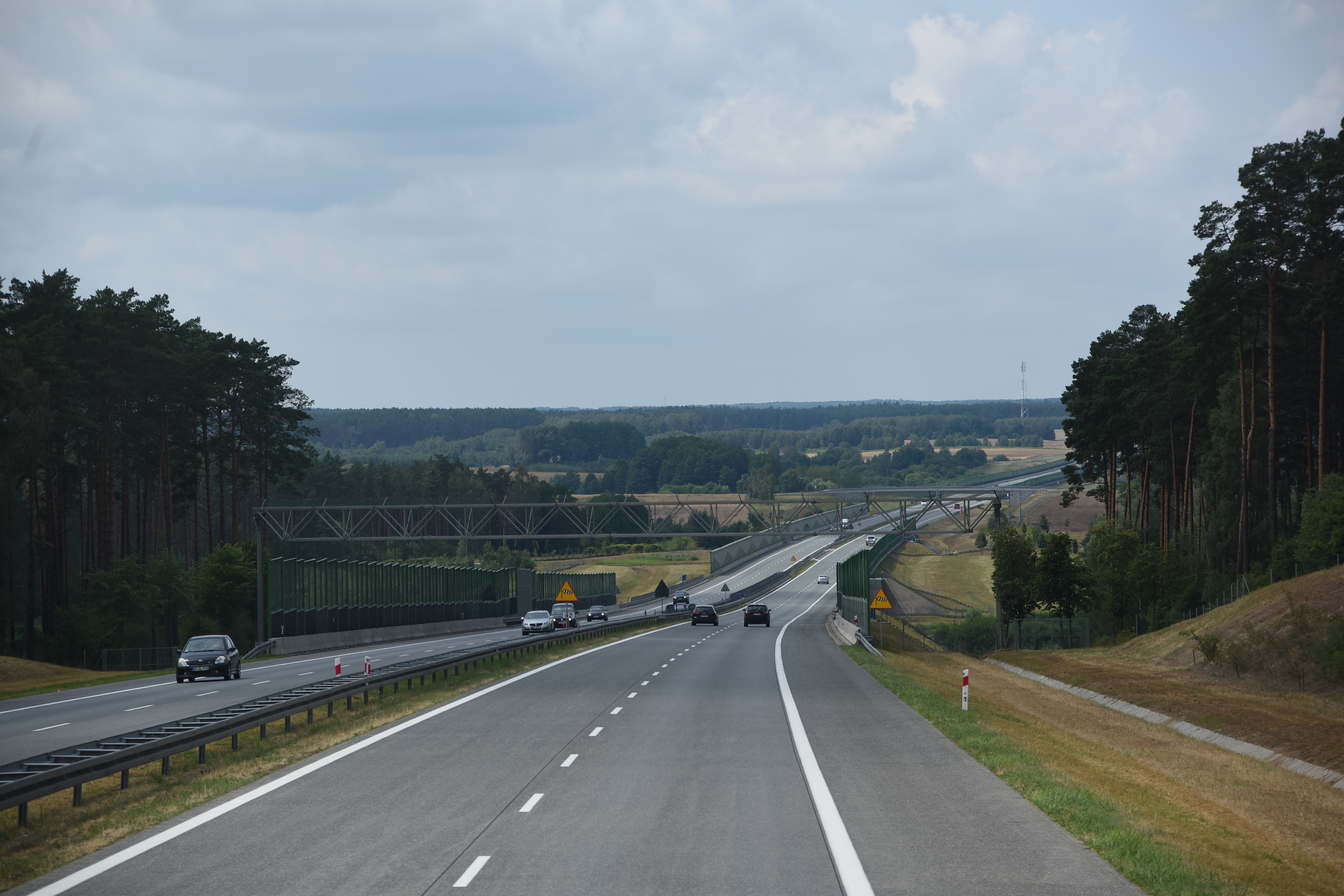
A2 autostrada in der Woiwodschaft Lebus mit Blick nach Westen

Dieser Unterabschnitt führt auf einer Länge von 20 Kilometern zwischen den Kilometerzahlen 411,5 und 431,5. Er schließt den Knoten Wiskitki bei Żyrardów ein. In einer Ausschreibung erhielt ein chinesisch-polnisches Konsortium unter der Führung von China Overseas Engineering Group (COVEC) mit drei Partnern den Zuschlag. Die Baukosten wurden auf 535 Mio. Złoty beziffert. Dies waren 49 % der vom Investor geschätzten Baukosten von etwa 1,1 Mrd. Złoty. Während der Bauphase, die mit der Baugenehmigung am 14. Oktober 2010 begann, traten die gleichen Probleme wie beim Unterabschnitt A auf. Die GDDKiA löste den Bauvertrag aufgrund der Schuld des Konsortiums am 13. Juni auf. Endgültig wurde diese Entscheidung am 27. Juni.
Anstelle einer neuen Ausschreibung wurden 26 europäische Bauunternehmen zu Gesprächen eingeladen, um den Bau dieses Abschnittes fortzuführen und zu beenden. Der Bauvertrag zwischen der GDDKiA und einem Konsortiums unter der Führung des polnischen Unternehmens Dolnośląskie Surowce Skalne (DSS) wurde am 1. August 2011 unterzeichnet. Neben DSS waren das tschechische Tochterunternehmen Bögl a Krýsl ks sowie das polnische Tochterunternehmen Bögl a Krysl Polska sp. z o.o. des deutschen Mutterkonzerns Max Bögl weitere Mitglieder des Konsortiums. Die Baukosten betrugen 756 Mio. Złoty. Das polnische Unternehmen DSS war bisher als Subunternehmen für die Lieferung der Gesteinskörnung unter dem Vertrag mit COVEC zuständig und so ebenfalls von nicht gezahlten Rechnungen von COVEC betroffen. Dies wirkte sich negativ auf die Liquidität des Unternehmens aus. Durch hohe Mobilisierungskosten, eine schnelle Baugeschwindigkeit, die zusätzliche Kosten verursachte, unerwartete und starke Preissteigerungen bei Grundmaterialien und Dienstleistungen (Asphalt-, Kraftstoff-, Transport- und Zulieferdienste), Schwierigkeiten bei einer unerwarteten Neuorganisation des Vorstands nach dem Tod des Vorsitzenden und Unternehmensgründers verschlechterte sich die Situation, sodass bereits nach wenigen Monaten vom neuen Vorstand ein Verlust von 34 Mio. Złoty bekanntgegeben wurde. Um weitere Verluste zu vermeiden und die bereits stockenden Bauarbeiten wieder aufzunehmen, gab das Unternehmen einen Großteil der geplanten Bauarbeiten im Konsortium an die Unternehmensgruppe Bögl a Krysl ab, sodass diese ab dem 13. Januar 2012 die Führung des Konsortiums übernahm. Aufgrund der immer größer werdenden finanziellen Schwierigkeiten schied das polnische Unternehmen DSS im März 2012 aus dem Konsortium aus. Anfang April reichte es einen Insolvenzantrag ein. Nun wurde der Bau und alle Verpflichtungen von der Gruppe Bögl a Krysl übernommen. Innerhalb von 2,5 Monaten wurde die Ausführung der Bauarbeiten so stark beschleunigt, dass die Befahrbarkeit des Abschnittes bis zur Fußball-Europameisterschaft Anfang Juni erreicht wurde. Dazu wurde vorübergehend mit 700 zusätzlich eingestellten Mitarbeitern in einem Dreischichtdienst rund um die Uhr gearbeitet. Beispielsweise wurde der Einbau der Deckschicht unter der Hilfe des Mutterkonzerns Max Bögl mit einem 11 Meter breiten Asphaltfertiger innerhalb von etwa zwei Wochen absolviert und am 5. Juni 2012 nach mehreren Nachtarbeiten beendet. Am nächsten Tag wurde der gesamte Abschnitt provisorisch zusammen mit Teilstücken der Unterabschnitte B und D dem Verkehr übergeben. Die zusätzlichen Bauarbeiten wurden durch Kredite vorfinanziert und sollten nach der Zahlung der Vergütung von der GDDKiA getilgt werden. Des Weiteren wurde bekannt, dass nach der Insolvenz von DSS alle Geschäftsbeziehungen innerhalb des Konsortiums eingestellt und ein von Bögl a Krysl an DSS getätigtes Darlehen in Höhe von 45 Mio. Złoty nicht zurückgefordert werden konnte.
Nach der Europameisterschaft sollten die Bauarbeiten entsprechend dem Vertrag bis zum 15. Oktober 2012 beendet werden. Jedoch konnten die Bauarbeiten von dem Bauunternehmen aufgrund der Konzentration auf den Abschnitt der A1 zwischen den Knoten Kutno Północ und Kutno Wschód nicht rechtzeitig fertiggestellt werden. Die GDDKiA stimmte einer Terminverschiebung nicht zu und zählte dafür Strafen auf. Weitere Strafen wurden von der GDDKiA für Mängel erhoben, die sich aus der Schnelligkeit der Bauarbeiten ergaben. Der Besitzer der Unternehmensgruppe, Josef Krysl, sagte, dass die polnische Baufirma DSS für die Verspätungen und Mängel verantwortlich und die Gruppe Bögl a Krysl selbst nach dem Ende beider Investitionen in finanzielle Schwierigkeiten geraten sei, sodass eine Insolvenz drohe. Außerdem habe die GDDKiA und deren Bauingenieure nach der Verkehrsübergabe die Zusammenarbeit eingestellt, obwohl zuvor die Zusammenarbeit mit den polnischen Subunternehmen sehr gut verlaufen habe.
Nach der Verkehrsübergabe des Abschnittes der A1 wurden die Bauarbeiten nicht wiederaufgenommen. Im Mai 2013 stellte die Unternehmensgruppe vor Gericht einen Antrag auf Vermittlung wegen der Forderung der GDDKiA nach Zahlung einer Strafe. Ende Juni 2013 sollten abschließende Verhandlungen der Gruppe mit der GDDKiA geführt werden. Diese wurden aufgrund des Todesfalls des für den Bauvertrag verantwortlichen Vorstandsvorsitzenden der Unternehmensgruppe verschoben. Insgesamt stieg der Gesamtwert an den von der GDDKiA verhängten Strafen für die beiden Bauverträge (A1 und A2) bis Ende September 2013 auf 100 Mio. Złoty an. Die GDDKiA griff bereits auf die vom Unternehmen hinterlegten Bankgarantien (6 Mio. Złoty) zurück und verlangte in weiteren Verhandlungen eine sofortige Wiederaufnahme der Bauarbeiten. Josef Krysl beharrte in den Verhandlungen auf die Annullierung der Strafen, bevor die restlichen Bauarbeiten aufgenommen und innerhalb von anderthalb Monaten fertiggestellt werden können. Weitere Anträge vom Unternehmen werden von der GDDKiA analysiert. Nach gescheiterten Verhandlungen war zunächst 14. November 2014 die Unternehmensgruppe Bögl a Krysl vom Vertrag zurückgetreten, ehe die GDDKiA ihrerseits den Vertrag aufgrund der Schuld der Unternehmensgruppe am 19. November kündigte. Nach der GDDKiA hatte Bögl a Krysl kein Recht auf die Kündigung des Vertrags, da die Aufforderung zur Beseitigung von Mängeln während der Garantiezeit keinen Kündigungsgrund darstellt. Die GDDKiA selbst sah in dem Versuch der Kündigung die Absicht bestärkt, dass die Unternehmen die Mängel während der Garantiezeit trotz mehrfacher Aufforderungen nicht mehr beseitigen wollen und eine Zusammenarbeit und der Abschluss der Bauarbeiten nicht mehr gewollt ist. Die GDDKiA bestand weiterhin darauf, dass alle Unternehmen innerhalb des Konsortiums gesamtschuldnerisch für die Umsetzung des unterzeichneten Vertrags verantwortlich waren und Kredite oder Geldflüsse zwischen den Konsortiumsmitgliedern als interne Angelegenheit zu betrachten sei und nicht im Interessengebiet der GDDKiA liege. Des Weiteren hielt die GDDKiA einen Teil der vereinbarten Vergütungen von 756 Mio. Złoty zurück und erhöhte die Strafen für die Bauverzögerungen und Mängel auf 320 Mio. Złoty. Nicht bezahlte Subunternehmen reichten Anträge auf Insolvenz der Unternehmensgruppe vor Gericht in Prag ein. Josef Krysl kündigte Anfang 2015 Klage gegen die GDDKiA an.
Nach den Plänen der GDDKiA sollten die restlichen Bauarbeiten nun von neuen Unternehmen in mehreren Etappen bis Ende 2017 abgeschlossen werden.

#### Unterabschnitt D
Der Unterabschnitt D umfasst die Autobahnstrecke der A2 zwischen den Kilometern 431,5 und 449,1 auf einer Länge von 17,6 Kilometern. Der Bauvertrag mit dem österreichisch-polnisch-portugiesischen Konsortium, bestehend aus Strabag als Leader und Mota-Engil S.A. sowie Mota-Engil Engenharia e Construção S.A. als Partner, wurde am 28. September 2009 unterschrieben. Die Baukosten betrugen 644 Mio. Złoty. Die Baugenehmigung wurde am 12. August 2010 erteilt. Am 27. Mai 2012 wurde das 10,3 Kilometer lange Teilstück zusammen mit einem Teilstück des Unterabschnittes E bis zum Knoten Grodzisk Mazowiecki eröffnet. Am 6. Juni 2012 wurde das restliche, 7,3 Kilometer lange Teilstück zusammen mit dem ganzen Unterabschnitt C und einem Teilstück des Unterabschnittes B dem Verkehr übergeben.

#### Unterabschnitt E
Der Unterabschnitt E umfasst die Autobahnstrecke der A2 vom Kilometer 449,1 und dem Knoten Konotopa bei Warschau auf einer Länge von 7,1 Kilometern. Der Bauvertrag mit dem polnisch-spanischen Konsortium bestehend aus Budimex S.A. und Ferrovial Agroman wurde am 28. September 2009 unterschrieben. Die Baukosten betrugen 426 Mio. Złoty. Die Baugenehmigung wurde am 5. Oktober 2010 erteilt. Am 23. Mai 2012 wurde der 4,8 Kilometer lange Teilstück zwischen den Knoten Pruszków und Konotopa sowie die Verbindung zur Schnellstraße S8 eröffnet. Am 27. Mai 2012 wurde das restliche 2,3 Kilometer lange Teilstück westlich des Knotens Pruszków zusammen mit einem Teilstück des Unterabschnittes D dem Verkehr übergeben.

### Warszawa Lubelska – Mińsk Mazowiecki
Dieser insgesamt 14,8 Kilometer lange Abschnitt verbindet den östlich von Warschau gelegenen Knoten Warszawa Lubelska, wo die Schnellstraße S2 aus Warschau kommend auf die Schnellstraße S17 trifft und nach dem Knoten in die A2 übergeht, mit der Umfahrung von Mińsk Mazowiecki, die etwa 2 Kilometer westlich des Knotens durch einen provisorischen Übergang der Landesstraße 2 nahe der Ortschaft Choszczówka Stojecka begann.

### Umfahrung Mińsk Mazowiecki

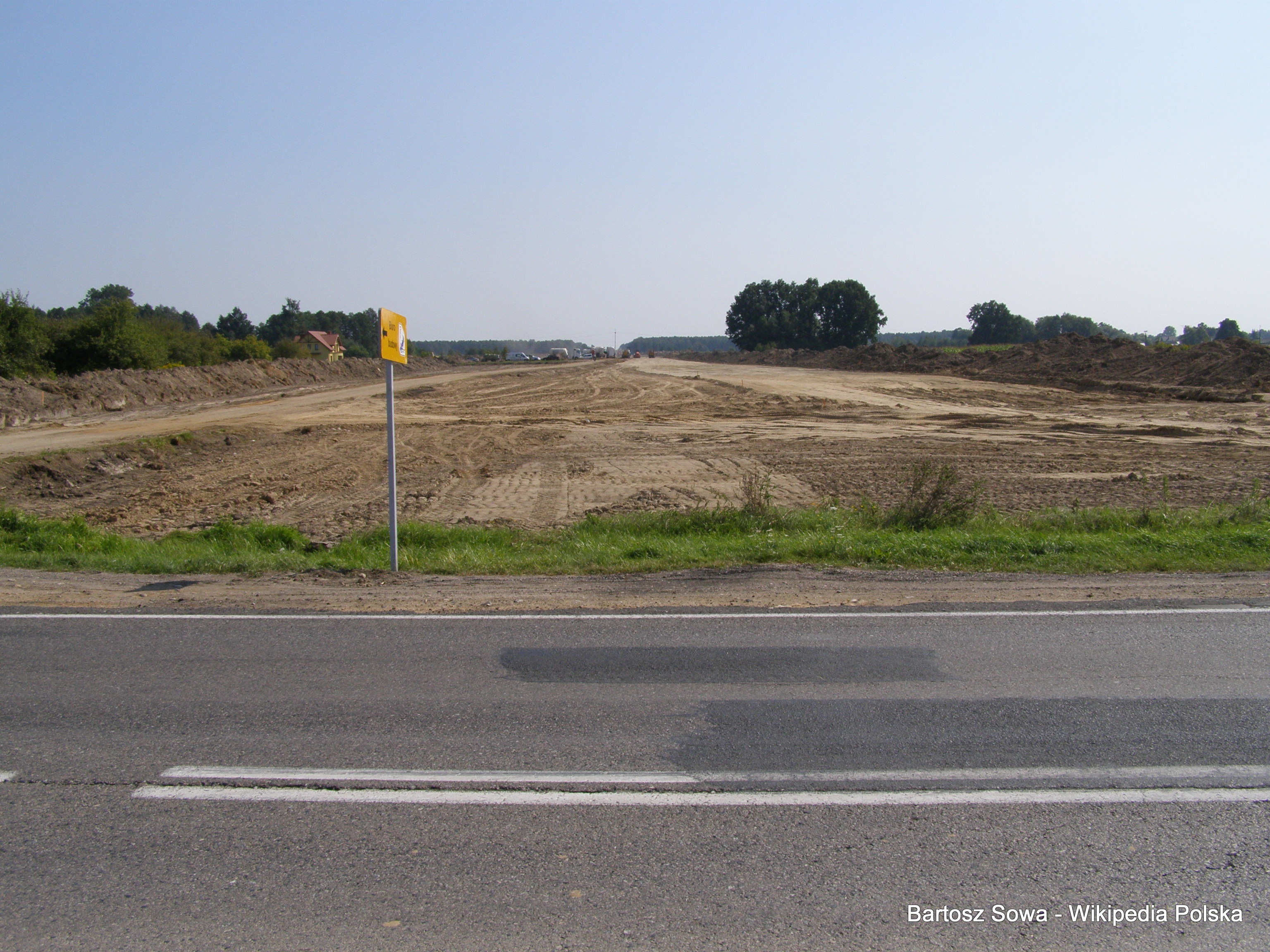
Blick auf den Bau des Knotens Mińsk Mazowiecki von der Landesstraße 50 (08/2009).

Die 21 Kilometer lange Strecke beginnt nahe einem ehemaligen provisorischen Kreisverkehr mit den Landesstraßen 2 und 92 in der Ortschaft Choszczówka Stojecka und endet am Knoten Kałuszyn (früher Ryczołek), wo sie ebenfalls die Landesstraßen 2 und 92 kreuzt. Sie dient als Umfahrung von Mińsk Mazowiecki und wird bis zur Fertigstellung des westlichen Abschnittes bis zum Knoten Warschau Lubelska mautfrei bleiben.
Am 9. Juli 2009 wurde der Vertrag zum Bau des Abschnittes zwischen der GDDKiA und einem Konsortium bestehend aus dem polnischen Bauunternehmen Przedsiębiorstwo Budowy Dróg i Mostów Sp. z o.o. Mińsk Mazowiecki als Leader und des italienischen Unternehmens Astaldi S.p.A. als Partner unterzeichnet. Die Fertigstellung sollte bis Ende Juli 2012 erfolgen. Die Baukosten wurden auf 567 Mio. Złoty festgelegt. Am 24. August 2009 erfolgte der offizielle Baubeginn. Der Fertigstellungstermin konnte nicht eingehalten werden. Es konnten die letzten Arbeiten, unter anderem die Montage der Lärmschutzwände, nicht ausgeführt werden. Schließlich wurden diese Arbeiten mit einmonatiger Verspätung bis zum 29. August 2012 beendet und der Abschnitt konnte an diesem Tag eröffnet werden.

### Kałuszyn – Siedlce Południe
Diese 37,5 km lange Strecke soll das östliche Ende der Umgehung von Mińsk Mazowiecki am Knoten Kałuszyn mit der Stadt Sielce (Knoten Siedlce Zachód) verbinden und so die A2 bis nach Siedlce verlängern. Vom Knoten Kałuszyn wird die Autobahn die gleichnamige Stadt von West nach Ost südlich umkurven und im Osten bei Groszki die bestehende Landesstraße 2 kreuzen. Im weiteren Verlauf bis Gręzów wird die A2 nördlich der Landesstraße verlaufen und bei Gręzów westlich von Siedlce auf die Landesstraße treffen. Die Stadt wird die A2 vom Süden her umgehen, wobei sie dabei parallel zur Landesstraße führen wird. Die Autobahn wird mit zwei Fahrbahnen bestehend aus jeweils zwei Fahrstreifen und der Möglichkeit der Erweiterung um einen dritten Fahrstreifen ausgebaut sein.
Die Planungen begannen Ende 2007 mit der Ausarbeitung von grundlegenden technischen, wirtschaftlichen und ökologischen Unterlagen, die zum Erhalt der Umweltverträglichkeitsentscheidung benötigt wurden. Diese Entscheidung wurde Ende 2011 von der regionalen Umweltbehörde erhalten. Nachdem das Verkehrsministerium die Finanzierungszusage weiterer Planungen und des Baus in Höhe von ca. 1,7 Milliarden Złoty Mitte 2017 verkündet hatte, wurden die Planungen mit der Ausarbeitung des Programmkonzeptes Anfang 2018 wieder aufgenommen. Es wurde ein Zeitplan festgelegt, der die Fertigstellung bis Ende 2023 vorsah. Zur Ausschreibung wurde der gesamte Abschnitt in drei Unterabschnitte unterteilt:
- Knoten Kałuszyn – Knoten  Groszki (12,1 km)
Die Ausschreibung für die Projektunterlagen und den Bau dieses Unterabschnittes am 23. September 2019.
- Knoten Groszki – Knoten Gręzów (12,9 km)
Die Ausschreibung für die Projektunterlagen und den Bau dieses Unterabschnittes am 27. September 2019.
- Knoten Gręzów – Knoten Siedlce Zachód (12,5 km)
Die Ausschreibung für die Projektunterlagen und den Bau dieses Unterabschnittes am 4. Oktober 2019.

## Im Bau befindliche Abschnitte
| Abschnitt                              | Länge    | Vertragsunterzeichnung | Bauzeit   | geplante Fertigstellung | Baukosten                       |
| -------------------------------------- | -------- | ---------------------- | --------- | ----------------------- | ------------------------------- |
| Knoten Siedlce Południe – Malinowiec   | 018,8 km | 14. April 2021         | 2021–2025 | März 2025               | 700 Mio. Złoty (156 Mio. Euro)  |
| Malinowiec – Knoten Łukowisko (A2/S19) | 018,0 km | 1. April 2021          | 2021–2025 | März 2025               | 529 Mio. Złoty (118 Mio. Euro)  |
| Knoten Łukowisko (A2/S19) – Swory      | 012,5 km | 14. April 2021         | 2021–2025 | März 2025               | 369 Mio. Złoty (82 Mio. Euro)   |
| Swory – Knoten Biała Podlaska          | 014,0 km | 1. April 2021          | 2021–2025 | März 2025               | 468 Mio. Złoty (104 Mio. Euro)  |
| Summe                                  | 063,3 km |                        |           |                         | 2,08 Mrd. Złoty (459 Mio. Euro) |

### Siedlce Południe – Biała Podlaska
Diese 63,5 km lange Strecke führt von Siedlce (Knoten Siedlce Południe) bis zum Knoten Biała Podlaska nördlich der bestehenden Landesstraße 2. Die Autobahn wird mit zwei Fahrbahnen bestehend aus jeweils zwei Fahrstreifen und der Möglichkeit der Erweiterung um einen dritten Fahrstreifen ausgebaut sein.
Die Planungen begannen Ende 2007 mit der Ausarbeitung von grundlegenden technischen, wirtschaftlichen und ökologischen Unterlagen in der Grundlagenermittlung und der Vorplanung, die zum Erhalt der Umweltverträglichkeitsentscheidung benötigt wurden. Diese Entscheidung wurde Ende 2011 von der regionalen Umweltbehörde erhalten. Nachdem das Verkehrsministerium die Finanzierungszusage weiterer Planungen und des Baus in Höhe von ca. 3 Milliarden Złoty Anfang 2018 verkündet hatte, wurden die Planungen mit der Ausarbeitung der Entwurfsplanung Mitte 2018 wieder aufgenommen. Es wurde ein Zeitplan festgelegt, der die Fertigstellung der Autobahn bis Ende 2024 vorsah.

## Geplante Abschnitte
| Abschnitt                                | Länge    | geplante Bauzeit | voraussichtliche Kosten |
| ---------------------------------------- | -------- | ---------------- | ----------------------- |
| Grenzübergang PL/DE                      | 000,7 km | unbekannt        |                         |
| Knoten Biała Podlaska – Kukuryki (PL/BY) | 032,3 km | unbekannt        |                         |
| Summe                                    | 33,0 km  |                  |                         |

### Biała Podlaska – Staatsgrenze PL/BY
Diese 32,1 km lange Strecke führt vom Knoten Biała Podlaska bis zur Staatsgrenze bei Kukuryki/Brest. Dabei wird die A2 zunächst entlang der bestehenden Landesstraße 2 bis Dobryń geführt. Bei Dobryń zweigt die Strecke von der Landesstraße 2 ab und wird entlang der Landesstraße 68 zum Grenzübergang geführt, wo ein Anschluss zur M1 besteht. Die Autobahn wird mit zwei Fahrbahnen bestehend aus jeweils zwei Fahrstreifen und der Möglichkeit der Erweiterung um einen dritten Fahrstreifen ausgebaut sein.
Die Planungen begannen Ende 2007 mit der Ausarbeitung von grundlegenden technischen, wirtschaftlichen und ökologischen Unterlagen, die zum Erhalt der Umweltverträglichkeitsentscheidung benötigt wurden. Diese Entscheidung wurde Ende 2011 von der regionalen Umweltbehörde erhalten. Nachdem das Verkehrsministerium die Finanzierungszusage weiterer Planungen und des Baus in Höhe von ca. 1,5 Milliarden Złoty Mitte 2018 verkündet hatte, wurden die Planungen mit der Ausarbeitung des Programmkonzeptes Anfang 2019 wieder aufgenommen. Die Fertigstellung wurde für 2025 anvisiert, damit wäre die komplette A2 von der deutschen bis zur belarussischen Grenze durchgängig befahrbar.